# Ramon Llull
|  | Aquest article tracta sobre el filòsof i escriptor. Vegeu-ne altres significats a «Ramon Llull (desambiguació)». |

Ramon Llull (fonètica en català: [rəˈmon ˈʎuʎ]; de vegades llatinitzat com a Raimundus o Raymundus Lullus; Palma, Mallorca, 1232 – Tunis?, 1316) va ser un escriptor, filòsof, místic, teòleg, professor i missioner mallorquí del segle xiii. És conegut per la seva extensa obra escrita, redactada en català, occità, llatí i àrab.
Destaca per la seva producció literària en llengua catalana i és considerat el primer autor a fer servir una llengua vulgar per escriure obres científiques.
Ramon Llull havia estat un cortesà de vida mundana fins que va realitzar una transformació religiosa quan tenia trenta anys, a partir de la qual dedicà la seva vida al proselitisme cristià, especialment entre jueus i musulmans, i a incorporar els poders polítics i religiosos cristians en un pla missioner destinat a la conversió dels no cristians. La seva estratègia per millorar els resultats dels mètodes tradicionals d'evangelització basats en l'autoritat dels textos sagrats el va portar a difondre el seu pensament mitjançant l'escriptura, l'ensenyament, la disputa amb autoritats teològiques, la petició a papes i reis o la fundació de centres de formació missionera. Per assolir els seus propòsits dedicà gran part de la seva vida a viatjar, per difondre el seu missatge i posar-lo a prova.
Llull creà un sistema filosòfic que denominà Ars, que integrava en un tot coherent la religió, la filosofia, la ciència, la moral i l'ordre social, a partir d'un sistema de verificacions mecàniques comprensibles i transmissibles que havien de demostrar la superioritat del cristianisme i facilitar així la conversió dels practicants d'altres religions. L'ambició del programa lul·lià és una de les causes de la seva ingent producció escrita i de l'enciclopedisme del seu abast, atès que el seu sistema havia de ser verificable en qualsevol àmbit del coneixement humà i havia de poder ser comunicat en graus distints de complexitat expressiva i de llengua, d'acord amb les característiques del destinatari.
D'aquesta extensa producció literària es conserven 260 obres, d'entre les quals, literàriament, es poden destacar el Llibre de contemplació en Déu, el Llibre de l'orde de cavalleria, el Romanç d'Evast e Blaquerna, el Llibre de Santa Maria, el Llibre de meravelles, lo Desconhort, l'Arbre de ciència, l'Arbre de filosofia d'amor, el Cant de Ramon o el Llibre de les bèsties.
El llegat de Ramon Llull va ser un corrent filosòfic i religiós de partidaris denominat lul·lisme, que estimularen la seva exaltació fins a la llegenda. Llull també va tenir adversaris, especialment entre els dominics, que crearen un corrent antilul·lià, els quals, a més d'atacar-lo pel contingut de la seva obra, li atribuïren posicions heterodoxes a partir de textos falsament lul·lians sobre l'alquímia o la càbala. Aquesta confrontació ha distorsionat la percepció popular de la seva personalitat real i ha afectat negativament el seu procés de canonització. Actualment és, eclesiàsticament, servent de Déu, encara que popularment sigui considerat i titulat com a beat.

## Biografia
Les dades sobre la vida de Ramon Llull són abundants a partir dels seus trenta anys, però no tant en el seu període de joventut. La principal font d'informació és la Vida coetània, un text anònim escrit a la Cartoixa de Vauvert l'any 1311, que s'ha atribuït tant al mateix Llull com a algun monjo cartoixà desconegut o al canonge d'Arras Thomas Le Myésier, que l'haurien escrit al seu dictat.
Sobre aquest canemàs, de veracitat contrastada, moltes obres del mateix Llull donen un gran nombre de referències biogràfiques. També els seus deixebles i coetanis en parlen sovint, i així mateix es disposa d'un seguit de referències documentals burocràtiques que completen la informació disponible sobre el seu periple vital. Una particularitat de la informació disponible sobre Llull és la referida al seu estat anímic en els distints episodis de la seva vida, que ell mateix deixà consignat per escrit. En conjunt es pot dir que el grau de coneixement biogràfic de la seva vida és molt alt per a una persona que visqué a cavall dels segles xiii i xiv.

### Els primers 30 anys

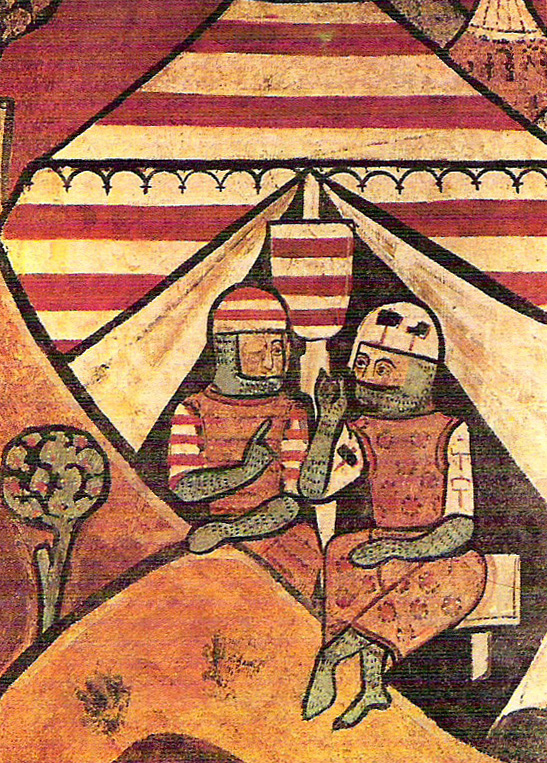
Els Llull arribaren a Mallorca amb la conquesta de Mallorca (Pintures murals de la conquesta de Mallorca, conservades al MNAC, Barcelona)

Llull va néixer a la ciutat de Mallorca, poc després de la Conquesta, en una data incerta situada entre 1232 i 1233, tot i que la historiografia considera el 25 de gener de 1232 com la data del seu naixement. Era fill de Ramon Amat Llull i Isabel d'Erill, una família barcelonina acomodada que pertanyia bé al patriciat urbà o bé a la petita noblesa catalana.
Ramon Amat Llull havia obtingut diversos béns assignats a títol personal per Jaume I en el Llibre del Repartiment de Mallorca, cosa que assenyala la seva participació destacada en la conquesta, que tant podria haver estat militar com financera. La família Llull establí la seva residència a l'illa i passà a formar part dels nivells més alts de la jerarquia social insular, atès que l'alta noblesa havia retornat als seus llocs d'origen. Així ho acredita l'accés de Ramon, fill, a llocs de privilegi en la primitiva cort senyorial mallorquina.
La carrera palatina de Ramon es troba documentada entorn de la cort que formà el futur Jaume II de Mallorca, a partir de la seva designació com a hereu del Regne de Mallorca el 1256, en la qual ocupà el càrrec de Senescal de la taula, o cap de l'administració cortesana. Amb tot, no es pot descartar que, amb anterioritat, ja hagués pogut ocupar algun càrrec a la cort del Conqueridor.
En els mateixos anys, en concret el 1257, es va casar amb la jove Blanca Picany, amb qui va tenir dos fills: Domènec i Magdalena.

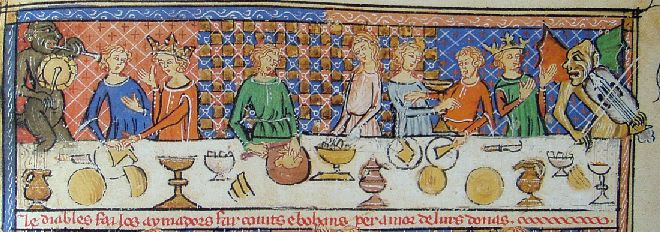
Amor cortès i pecat, representació anàloga a l'opinió que tenia Llull de la seva època palatina

A diferència de la seva etapa religiosa, els primers anys de Ramon són escassos en notícies. Ell mateix no s'hi referirà gaire en les seves obres, però les breus pinzellades que en dona retraten un cortesà llicenciós i poeta trobadoresc, d'obra no conservada, en un territori de frontera, cruïlla de les cultures cristiana, àrab i jueva. Aquests aspectes són cabdals per entendre la trajectòria posterior d'un home que es mou amb desimboltura en les corts reials i papals, que fa de l'obra escrita una eina eficaç de difusió del seu pensament, que comprèn les possibilitats comunicatives de les emergents llengües vulgars i que es fixa com a objectiu la conversió dels no cristians a partir de la dominació política i del coneixement mutu.

### La conversió i pelegrinatge
| \| « \| Ramon, senescal de la taula del rei de Mallorca, encara jove i afeccionat a compondre vanes cançons, dictats i altres follies d'aquest món, estava assegut una nit vora el seu llit, disposat a compondre i escriure en llur vulgar una cançó sobre certa dona a qui aleshores amava amb fatu amor. Mentre la començava a escriure, mirant a la dreta veié a nostre Senyor Jesucrist, com penjat de la creu. \| » \| | |   |
| —Vida coetània (1311) | |   |
| « | Ramon, senescal de la taula del rei de Mallorca, encara jove i afeccionat a compondre vanes cançons, dictats i altres follies d'aquest món, estava assegut una nit vora el seu llit, disposat a compondre i escriure en llur vulgar una cançó sobre certa dona a qui aleshores amava amb fatu amor. Mentre la començava a escriure, mirant a la dreta veié a nostre Senyor Jesucrist, com penjat de la creu. | » |

Amb aquest episodi, succeït el mes de juliol de 1263, el biògraf medieval de Llull inicia el relat de la transformació radical en la seva vida, però aquestes visions extàtiques del Crist crucificat es varen haver de repetir quatre vegades per causar en Ramon una profunda impressió que el va portar a comprometre's a complir tres vots: convertir els musulmans, escriure el millor llibre del món contra els errors dels seguidors d'altres religions, i convèncer el Papa i als reis per fundar monestirs a fi d'ensenyar llengües als missioners.
Malgrat tot, no inicià aquests propòsits fins que uns mesos més tard va escoltar un sermó del bisbe de Mallorca sobre sant Francesc d'Assís, que li inspirà el model a seguir, i, com havia fet sant Francesc, va vendre les propietats i el patrimoni, deixant-ne una part per a la seva dona i els seus fills, als qui va abandonar, per iniciar el seu primer viatge el 1265, pelegrinant al santuari de Rocamador, al Llenguadoc, i a Sant Jaume de Galícia.
Contra aquesta versió pseudoautobiogràfica recollida a la Vita, el 1580 el canonge mallorquí Joan Seguí va desenvolupar una llegenda sobre la seva conversió, segons explicava, a partir de les narracions dels lul·listes Charles de Bovelles i Nicolau de Pacs. Segons aquesta llegenda, Ramon Llull estava molt enamorat d'una dama i el seu comportament preocupava els seus pares que varen arribar a parlar amb Jaume II, per a qui Ramon treballava com a menescal. Un dia la va seguir fins dins l'església on la dama anava a escoltar la missa. Ella, cansada de les persecucions per Ramon Llull, es va girar cap a ell i li va mostrar el seu pit cancerós. A Ramon Llull aquella visió el va impactar tant, que va decidir no tornar a seguir cap dona més.
- Visions de Jesucrist i pelegrinatge a Rocamador i Sant Jaume de Galícia
- Sermó sobre sant Francesc d'Assís i imposició de l'hàbit franciscà
- Llull amb el seu esclau musulmà
- Il·luminació de Randa i professor a la Sorbona

### Etapa de formació
Ramon Llull tenia previst traslladar-se a París per estudiar en finalitzar seu el pelegrinatge, però a Barcelona estant, els seus familiars i amics, sobretot Sant Ramon de Penyafort, el persuadiren de no fer-ho i el convenceren de retornar a Mallorca, on inicià la seva etapa de formació, que es perllongà per espai de nou anys.
En aquest temps es va formar a les biblioteques del monestir de la Real i en el convent de Sant Domingo estudiant llatí, filosofia, teologia i dret, així com ciències, sobretot medicina, cosa que fa suposar que passà un temps a Montpeller. També per a poder estudiar àrab va comprar un esclau docte, que li ensenyà la llengua, la lògica d'Al-Gazzali i, possiblement, l'inicià en el sufisme. El tingué deu anys, però la relació amb aquest mestre va acabar de la pitjor manera, ja que Llull el va colpejar per haver blasfemat contra Jesucrist. Com a venjança l'esclau el va ferir amb una espasa, provant de matar-lo, i finalment es va suïcidar a la presó, on havia estat tancat.
Al final d'aquest període formatiu, Llull escrigué en àrab les seves dues primeres obres, traduïdes aviat al llatí i al català, Compendi de la lògica d'Algatzell i el formidable, en contingut i extensió, Llibre de contemplació en Déu (ca. 1272), «vasta enciclopèdia ascètico-mística», amb elements autobiogràfics. Es tracta d'una obra magna de la literatura cristiana i llibre fundacional, i alhora culminant, de la literatura catalana. Segons de Riquer, Comas i Molas: «Llull inicia la seva tasca escrita d'una manera fulgurant, monumental i amb una completa maduresa, no amb tempteigs primerencs ni assaigs titubejants, sinó amb un llibre ric en experiències i adquisicions, abrandat d'amor diví, elevat en les elucubracions, enciclopèdic en el seu abast, perfecte en la prosa i d'un alè singular».

### La il·luminació de Randa
Després de la mort de l'esclau, Ramon Llull es va retirar al puig de Randa (Mallorca), on es va lliurar a la meditació i la contemplació. Una setmana més tard va rebre la «il·luminació», que ell sempre va creure que era d'origen diví, que li revelaria el contingut d'un llibre i del mètode que li havia de permetre argumentar contra els «errors» dels no cristians. Tot seguit davallà del puig i s'instal·là a la Real, on escrigué l'Art abreujada d'atrobar la veritat.
Aquest episodi, i l'obra que se'n derivà, serà el fonament sobre el qual es desenvoluparà tota la resta del pensament lul·lià, l'Art, pel qual pensava que s'havia dotat d'uns mecanismes exactes que feien possible la conversió dels seguidors d'altres religions. D'aquí també en derivaria el nom de Doctor Il·luminat amb què seria conegut.
Finalitzat el llibre, tornà a Randa, on visqué com ermità a una cova per espai de quatre mesos. L'eremitisme constituirà per Llull un ideal de perfecció que serà una constant en la seva obra.

### Jaume II i el Col·legi de Miramar

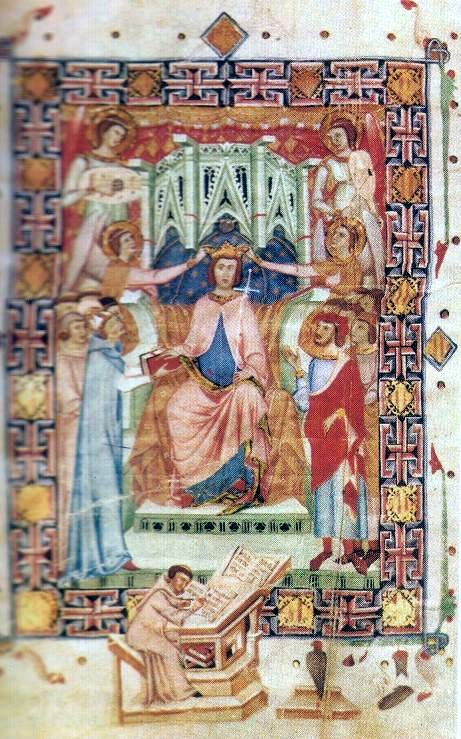
Coronació a Mallorca de Jaume II, protector i mecenes de Ramon Llull.

El 1275 l'encara infant Jaume (que regnaria com a Jaume II de Mallorca) va cridar el seu antic cortesà a la seva residència de Montpeller, per tal d'interessar-se per la seva obra, possiblement preocupat per l'ortodòxia d'uns textos religiosos escrits per un antic trobador dissolut, i encomanà al teòleg franciscà fra Bertran Berenguer l'examen dels seus llibres. Aleshores Llull ja n'havia escrit disset, i el frare no només els va considerar correctes sinó que es va meravellar, especialment amb el Llibre de contemplació.
Aquest examen positiu va permetre a Llull plantejar amb èxit a l'infant el seu projecte, sense precedents, de crear centres d'aprenentatge de llengües per a missioners que poguessin dedicar-se a la conversió dels no cristians. L'infant atorgà una renda anual de cinc-cents florins d'or per establir el col·legi de Miramar, que havia de permetre formar tretze frares en llengua àrab, prop de Valldemossa, a Mallorca. El 16 de novembre de 1276, quan feia dos mesos que Jaume era rei de Mallorca, el Papa Joan XXI va aprovar personalment la seva creació. Es creu que entre 1276 i 1279 Llull va dirigir personalment la construcció i posada en funcionament del seu projecte. Aquest seria un dels pocs projectes reeixits del programa lul·lià al llarg de la seva vida.
Durant l'estada de Llull a Montpeller va escriure i llegir en públic l'Art demostrativa. En aquesta època es data un escrit de la seva esposa Blanca Picany, en què sol·licita al batle de Mallorca el nomenament de curador per a ella i els seus fills a causa de l'abandó del seu marit, que s'havia lliurat a la vida contemplativa.

### Inici dels seus viatges
Després del seu trasllat i residència a Montpeller, va iniciar un periple que el va mantenir apartat de Mallorca la resta de la seva vida, llevat de curtes estades. Una bona part de la cronologia que segueix, apareix a la Vida coetània, si bé el període 1279 i 1283 no hi figura, i les referències als viatges d'aquests anys s'han obtingut de les obres de Llull que parlen d'estades en diferents i distants indrets de la Mediterrània i l'Orient Mitjà.
En aquest període no documentat, hipotèticament hauria visitat «terra d'infidels» per tal de conèixer de primera mà la cultura i característiques dels pobles que volia evangelitzar. S'especula que hauria anat des de Roma al nord de la península Itàlica, l'Imperi Romà d'Orient, la mar Negra, Geòrgia, Tartària, Jerusalem, Egipte, Etiòpia, Barbaria, el Regne de Granada i finalment a Perpinyà. Aquest viatge no figura al mapa de la imatge.

Viatges de Ramon Llull
Pelegrinatge a Ròcamador i Compostela (1265)
Primers contactes diplomàtics. Primer viatge a Roma, París, Gènova, Nàpols. Primer contacte amb Tunis. (1287-1294)
Nous contactes diplomàtics a Roma i París amb el nou papa i amb el rei de França. Viatge d'evangelització a Xipre, Armènia i Jerusalem. (1297-1302)
Estades a Gènova, París, Montpeller amb els reis d'Aragó, i entronització de Climent V, a Lió. Segon viatge al nord d'Àfrica, Bugia. Naufragi a Pisa. (1303-1307)
Darrer viatge. Pisa, París, Montpeller, Messina. Segon viatge a Tunis. Mort en el retorn a Palma. (1308-1316)

### Primeres provatures diplomàtiques i mestre en arts
Entre 1283 i 1285 Llull visqué a Perpinyà, primer, i, sobretot, a Montpeller, dedicat a escriure, entre d'altres el Blanquerna. El 1287 és a Roma, on volia exposar al papa Honori IV els seus plans missioners i promoure la creació de més col·legis a l'estil del de Miramar. No obstant això, el papa va morir l'abril d'aquell any sense que l'entrevista s'arribés a produir.
L'any següent anà a París on llegí públicament la seva Art a la Sorbona. També s'adreçà al rei Felip el Bell i a la universitat, per instar a la fundació de monestirs per a l'ensenyament de les llengües dels no cristians. Aquesta vegada, però, fixà la seva atenció en els tàtars, proposant que, en les primeres missions, alguns d'ells viatgessin a París per tal de formar-los en la doctrina cristiana i que, retornats al seu origen, difonguessin l'evangeli. Així mateix, sol·licità la traducció de les seves obres a les llengües dels pagans. Durant aquesta estada francesa obtingué el títol de Mestre en arts a la Sorbona, una titulació que li permetria situar-se en una posició d'igualtat amb altres acadèmics i li obriria les portes a les instàncies eclesiàstiques a l'hora d'exposar les seves posicions teològiques i doctrinals.
L'any 1289 tornava a ser a Montpeller, on escriuria l'Ars inventiva veritatis, versió reduïda i simplificada de l'art, ja que a París havia tingut dificultats per transmetre adequadament i de manera comprensible tota la complexitat de la seva proposta, i l'Art amativa, de caràcter místic. El 1290, després de passar per Gènova, tornava a ser a Roma, on seria rebut per primera vegada per un Papa, Nicolau IV, a qui exposaria, sense èxit, un pla combinat d'evangelització i croada. El 1291, amb motiu de la caiguda de Sant Joan d'Acre, darrera plaça dels estats croats de Terra Santa, escrigué el Llibre de passatges, la primera obra en la qual tracta el tema de les croades.

### La temptació de Gènova i la primera missió

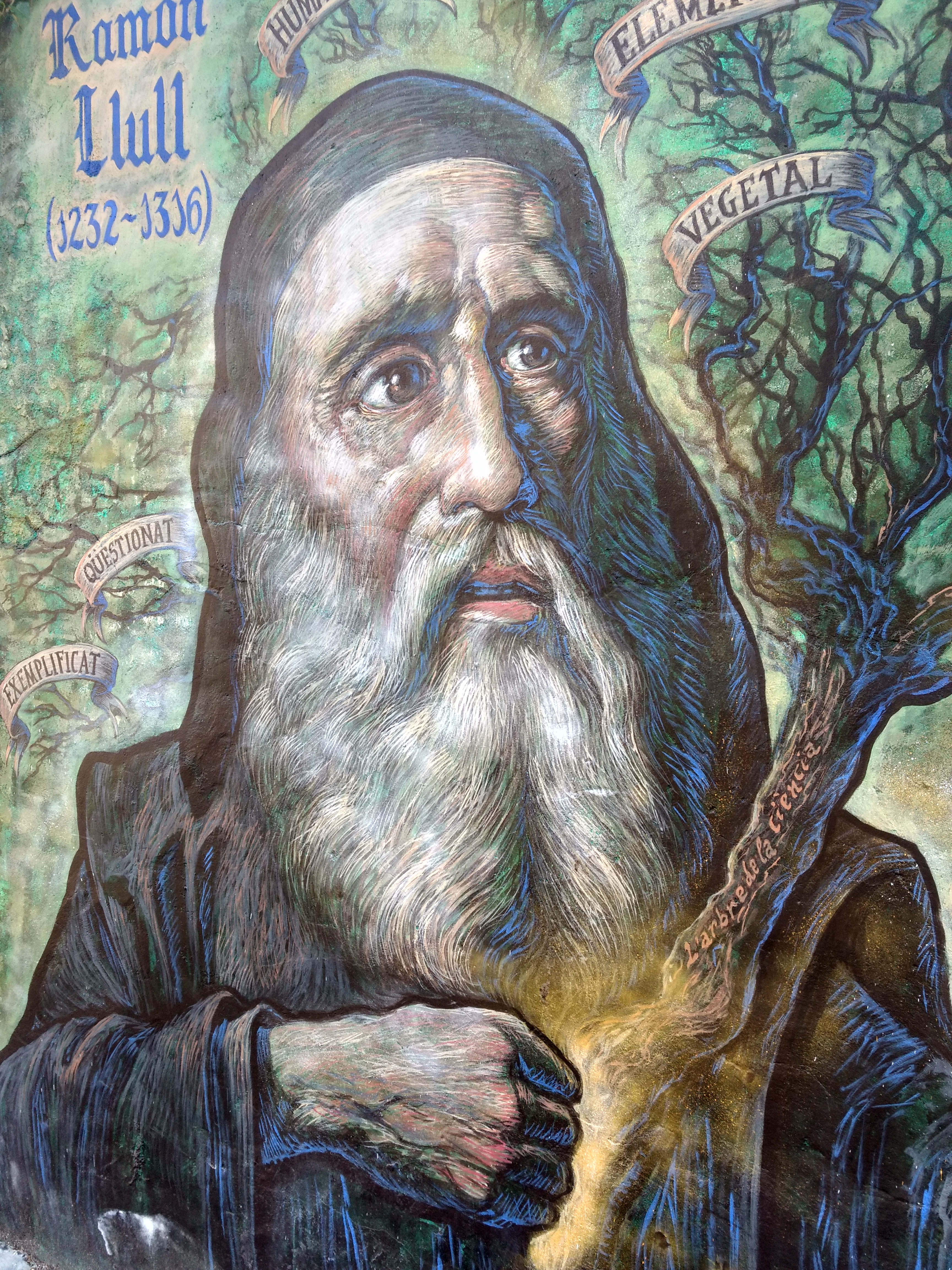
Ramon Llull, al Passeig de Batà. Muro d'Alcoi.

Decebut pels seus escassos èxits diplomàtics, però convençut de la infal·libilitat del seu sistema per a la conversió dels pagans, es traslladà de nou a Gènova el 1293, on preparà un viatge cap al nord d'Àfrica per tal de disputar amb savis musulmans. D'aquesta missió esperava obtenir èxits necessaris per convèncer els governants indecisos. Però, quan estava a punt d'embarcar, s'apoderà d'ell una crisi de pànic per por de morir a les terres que anava a evangelitzar i en el darrer moment suspengué el projecte.
Aquesta debilitat el desesperà i el portà a la malaltia, durant la qual patí visions que l'instaven a fer-se dominic per salvar la seva ànima. Tanmateix, també deduí que, si ho feia així, els seus llibres es perdrien; mentre que, si es feia franciscà, es perdria la seva ànima però els seus llibres perdurarien. Optà per preservar una obra de la qual ell estava convençut que havia de salvar moltes ànimes. D'aquest episodi es podria deduir el seu ingrés al tercer orde franciscà, però la Vida coetània, on es relata l'episodi, no ho concreta.
Encara malalt s'embarcà cap a Tunis i, en llevar l'àncora, se sentí sobtadament curat. A la ciutat musulmana disputà amb èxit amb els teòlegs musulmans més afamats, però precisament aquest èxit el portà a la presó per ordre del rei i a ser condemnat a mort. La pena li fou commutada per l'expulsió, gràcies a la intercessió d'un tunisià notable. Durant la sortida de la ciutat fou objecte d'insults i maltractes fins que s'embarcà en una nau que el portà a Nàpols, on hauria arribat a final de 1293. Allí va finalitzar la Taula General, començada a Tunis, El sisè seny o Afatus i Flors d'amor e flors d'intel·ligència. Al Regne de Nàpols va ser autoritzat a predicar a grups musulmans establerts allà i va ensenyar públicament la seva Art.

### Rex bellator i l'afany de croada
El 1294 va fer un ràpid viatge a Mallorca i Barcelona, i tornà aviat a Nàpols per entrevistar-se amb el nou papa, Celestí V, que s'hi allotjava. En aquesta entrevista mantingué la seva proposta inicial d'erigir centres de formació poliglots per a missioners i reiterà la seva visió de la croada com a mitjà per recuperar els llocs sants, però l'actualitzà incorporant-hi la necessitat d'unificar les distintes ordes militars sota un únic comandament, que havia de ser fill d'un rei i havia de rebre el títol de rei de Jerusalem. A aquest líder, Llull el denominà Rex bellator. Novament, les circumstàncies s'interposaven en les seves empreses, car el 31 de desembre de 1294 Celestí V renunciava al seu pontificat i es retirava a fer vida eremítica.
A principi de 1295 començava el pontificat de Bonifaci VIII. Llull el seguí a Roma i Anagni per exposar-li els seus projectes, però aquesta vegada el nou papa rebutjà de manera directa els plans lul·lians. El seu desànim es troba reflectit al poema lo Desconhort. El setembre d'aquell any, acabava a Roma l'impressionant Arbre de la ciència.
Després d'aquest fracàs, fou acollit per Felip el Bell a París, per recomanació del seu oncle Jaume II de Mallorca, on tornà a presentar l'Art a la Sorbona i aconseguí alguns seguidors, com el metge Thomas Le Myésier. Allà dedicà esforços, sense gaire èxit, a atacar vigorosament l'averroisme, que anava guanyant adeptes en l'ambient universitari. Fins al juliol de 1299 va romandre a París, on va compondre l'Arbre de filosofia d'amor i, probablement, el Cant de Ramon, de caràcter autobiogràfic.
L'octubre de 1299 era a Roma, on va acabar els Proverbis de Ramon, i a Barcelona, on Jaume II d'Aragó l'autoritzà a predicar a les sinagogues dels seus dominis. Durant l'any 1300 residí a Mallorca, dedicat a escriure i a predicar als musulmans de l'illa. Aquell mateix any el Kagan dels tàrtars vencia als musulmans a Síria, la qual cosa aixecà expectatives de recuperació de Terra Santa als cristians. Per aquest motiu, Llull inicià un viatge cap a Orient, que el portà a Xipre, Armènia i Jerusalem. A l'illa sol·licità a Enric II de Xipre poder predicar als cismàtics xipriotes i el seu suport per evangelitzar els monarques musulmans propers a Babilònia, Síria i Egipte, però el rei no li prestà gaire atenció. Més tard, potser a la mateixa illa o a Armènia, un criat i un clergue que l'acompanyaven l'emmetzinaren i intentaren assassinar-lo. Recuperà la salut a Limassol, acollit per Jacques de Molay, darrer Gran Mestre de l'Orde del Temple.
Una vegada guarit, retornà a Mallorca i a Montpeller, amb dues estades intermèdies a Gènova (1303-1305). L'any 1305, a Barcelona, el rei li atorgà una pensió i el feu part del seu seguici per acompanyar-lo a Lió, on seria investit el nou papa, Climent V, a qui tornà a exposar els seus plans evangèlics amb el mateix èxit que en ocasions anteriors.
L'any 1307 es troba documentat a Bugia debatent amb el muftí de la ciutat, cosa que provocà nous aldarulls populars en els quals estigué a punt de perdre la vida, ja que fou colpejat i apedregat. Finalment, el detingueren i passà sis mesos a la presó, on escrigué en àrab l'obra de controvèrsia Disputatio Raymundi christiani cum Hamar sarraceno. Després d'això fou desterrat, però la nau en què anava embarcat naufragà davant les costes de Pisa. Es va salvar agafat a una fusta, però hi va perdre els seus llibres, que va refer més tard de memòria. Durant l'any 1308 va romandre a la ciutat escrivint, entre d'altres, els llibres perduts al naufragi i aconseguint suports al seu projecte de croada. Va obtenir-ne poc després a la ciutat de Gènova, on certes dames li oferiren trenta-cinc mil florins de subvenció, i poc més tard va tenir un nou encoratjament de Jaume II de Mallorca, a Montpeller. Amb aquests avals es tornà a presentar davant Climent V, amb els mateixos mals resultats que l'ocasió anterior.
Entre 1309 i 1311 Llull tornava a residir a París, on ensenyava a la Sorbona, escrivia frenèticament i lluitava contra l'averroisme universitari, que proposava exactament el contrari del lul·lisme: la separació entre la filosofia i la ciència per un costat i la fe per l'altre. A final d'aquest darrer any escrigué el poema Lo Concili —previ a la seva participació en el concili de Viena— i preparà la Petitio Raymundi in concilio generale ad acquirendam Terram Sanctam, en el qual reiterà les seves velles demandes sobre fundació d'escoles de llengües, la unificació dels ordes de cavalleria per crear un exèrcit capaç de conquerir Terra Santa i diverses propostes morals concordants amb la seva Art. El concili acceptà fundar els col·legis i organitzar una croada que seria dirigida per Felip el Bell.
- Llull lliurant la seva obra al papa i als reis
- Viatge a Tunísia i disputa amb els savis musulmans
- Llull agredit a Bugia

### Darrers anys

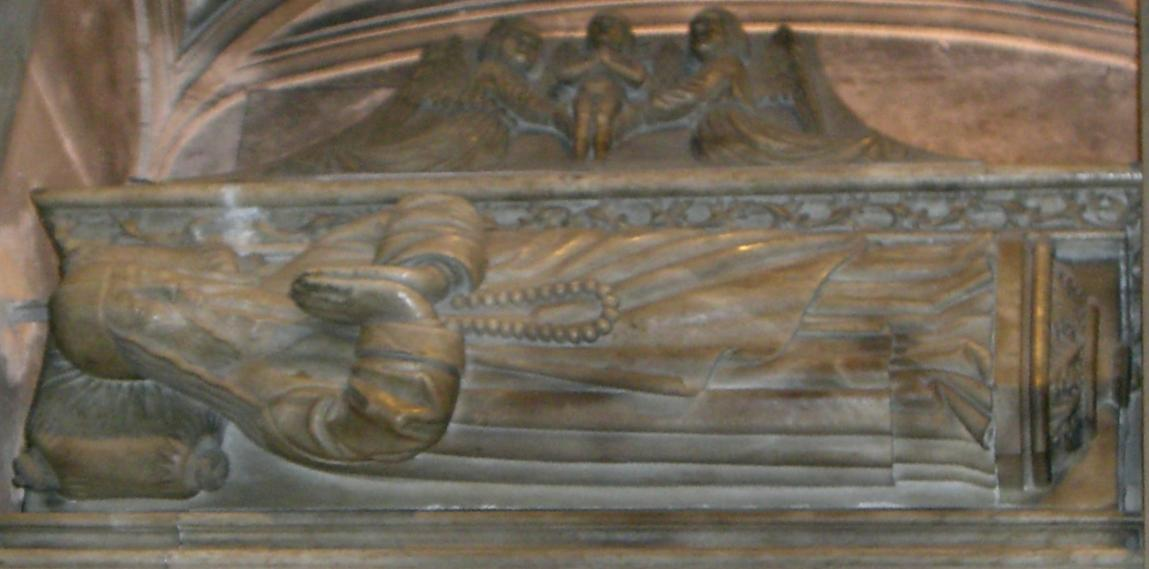
Sepulcre de Ramon Llull a Palma.

Malgrat tot, Llull s'adonà aviat que res d'allò que acordà el concili es duria a terme i, una vegada conclòs, retornà a Mallorca, on caigué malalt i dictà el seu testament, el 26 d'abril de 1313. En ell prenia les disposicions necessàries per preservar la seva obra dipositant-la en tres llocs: la cartoixa de Vauvert, la casa del seu amic genovès Perceval Spinola i la casa del seu gendre Pere de Sanmenat. Malgrat això, va recuperar-se i més tard s'embarcaria de nou cap a Sicília, interessat per l'espiritualitat de Frederic II de Sicília. A Messina es dedicà a predicar entre les comunitats jueves i a escriure una quarantena d'obres.
L'any següent retornà a Mallorca per adreçar-se novament cap a Tunis, on va continuar escrivint frenèticament. Jaume II d'Aragó li donà suport amb cartes de recomanació i ajudants per transcriure els seus llibres en vulgar al llatí. El mes de desembre de 1315 hi signa la seva darrera obra coneguda, Liber de maiori fine intelectus amoris et honoris. Degué morir molt poc després, bé en aquesta ciutat, bé a Mallorca, o bé a la travessia que les uneix. Ramon Llull està enterrat a l'església de Sant Francesc de la ciutat de Mallorca.
Durant el segle xvii, dins el procés de canonització, es va situar la seva mort com a màrtir a Bugia el 1315. La documentació en què es basava era una suposada carta de Llull als Jurats de Mallorca enviada des de Bugia aquell any. Tanmateix, en realitat es tractava d'una falsificació feta amb la intenció d'afegir elements probatoris a l'examen de les restes mortals de Llull feta el 1611. Sense tenir coneixement de les obres escrites per Llull el 1315 a Tunis, els falsificadors varen utilitzar els incidents de 1307 situant-los uns anys més enrere.

## Doctrina filosòfica

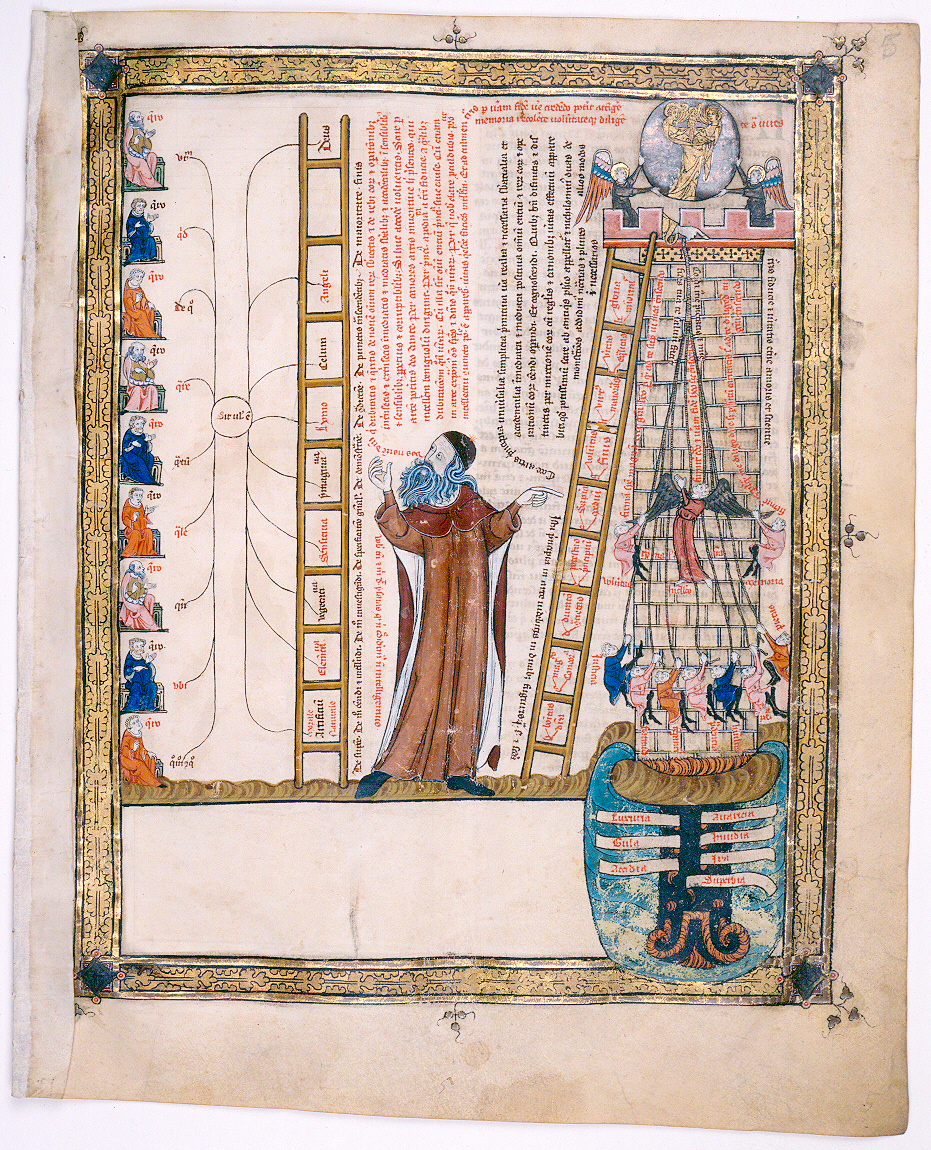
Pàgina del manuscrit lul·lià Ars magna generalis ultima de Karlsruhe, on hi apareix fent doctrina R. Llull

Ramon Llull considerava que la seva missió era dedicar-se a l'apologia de la fe cristiana, i volia elaborar un sistema per convertir les proposicions cristianes a unes idees que els sarraïns poguessin entendre, sense perill de confusió.
En l'esquema que plantejava Ramon Llull, considerava que la raó és present en tots els homes, encara que siguin jueus o musulmans. Aquesta Raó avalaria uns principis universals, que no existirien en la doctrina musulmana o jueva i que es corresponen amb les veritats de la doctrina cristiana. Segons ell, si jueus i musulmans entenen aquests principis universals per la raó, no podran oposar-s'hi i hauran de reconèixer que la doctrina cristiana és la veritable.
Una confusió recurrent en tractar aquest aspecte és la idea que Ramon Llull, de fet, volia arribar a una mena d'entesa o de diàleg entre les tres religions. Aquesta afirmació no és acurada, ja que de l'estudi de les seves obres es desprèn que el seu objectiu és dur l'altre a la fe pròpia, és a dir la conversió al cristianisme. Tanmateix, aquesta conversió s'ha de dur a terme tenint present la condició intel·lectual de l'adversari, per exposar millor el principi universal (o fer creure que la seva religió no en té).
Llull donà molta importància al llenguatge i a l'ordre discursiu. Els noms reals i les definicions d'un subjecte allunyen l'enteniment de l'error; els noms relatius permeten la identificació d'uns noms relatius amb els altres. En definitiva, els noms tenen un caràcter psicològic i s'enllacen amb l'enteniment i la voluntat. Llull buscava un llenguatge universal que pogués esdevenir mètode, basat en un càlcul que permetés dirigir les disputes i arribar a assolir la veritat.
És de destacar també l'ús que fa de la figura quaternària (aigua, aire, terra i foc), que pren de la filosofia d'Escot Eriúgena. Els objectius de la figura són: La predicació als musulmans fins a arribar al martiri, escriptura d'un llibre contra els errors d'aquests (Llull deia que havia de ser «el millor llibre del món») i creació d'escoles-monestirs on s'ensenyés l'àrab i altres llengües orientals per a instrucció de missioners. Malgrat tot, és a partir del que s'anomena etapa ternària de Llull —entre 1290 i 1308— que el sistema lul·lià s'obre a nous camps, sobretot gràcies al descobriment de l'eficàcia pragmàtica de la predicació com a vehicle comunicatiu. Es tracta d'una etapa en què es nota una evolució en la forma de pensar el llenguatge (vegeu Afat), cada cop més encarat a la predicació i a les construccions entenedores perquè, en definitiva, l'obsessió dominant en Llull fins al darrer moment de la seva llarga vida serà la conversió dels musulmans, dels jueus i d'altres (especialment dels tàrtars) a la fe cristiana.
Des del punt de vista teològic, considera que l'home pot utilitzar l'enteniment. La teologia és en realitat un doble procediment: el d'ajudar l'home en la seva tendència natural vers (Déu), i el de possibilitar viure una experiència mística. Tanmateix, reconeix els principis i misteris de la revelació com a postulats metodològics, sense els quals no es podria viure.
Seguidor, com a bon franciscà, del pensament de Roger Bacon i Sant Bonaventura, Llull va introduir una gran innovació en incloure el pensament moral cavalleresc en la filosofia i la teologia del seu temps. Per això Llull es va embarcar en una croada a favor del pensament místic i cavalleresc i en contra del racionalisme a ultrança representat pel pensador musulmà Averrois. Tot i això, Llull estimava i entenia el pensament àrab i respectava moltíssim els seus avançats sistemes. Així, en el seu primer llibre utilitza la lògica dels científics àrabs, la seva simbologia, la seva àlgebra i els seus raonaments.

### Filosofia i teologia
La filosofia de Llull rep la influència d'Agustí d'Hipona i dels corrents místics franciscans. No distingeix de manera clara entre filosofia i teologia, i construeix una saviesa cristiana centrada al voltant del seu interès bàsic, l'apologia; és per això que es pot parlar d'un racionalisme apologètic. Llull coneix Aristòtil a través del filòsof àrab Al-Gazzali, del qual va traduir un compendi de lògica, i n'assimila la doctrina de les proposicions i del sil·logisme, però la seva lògica va més enllà de l'escolàstica formal o de segona intenció i és diferent de la teologia; més aviat és una manera de raonar sobre la veritat divina.
El problema que Llull vol resoldre deriva d'Aristòtil, que distingeix els principis comuns a tota ciència dels principis propis de cadascuna. Per Llull, es tracta de trobar una ciència general els principis de la qual continguin els principis de totes les ciències particulars.
L'Ars generalis (1308), redacció final d'un llibre anterior, l'Ars compendiosa inveniendi veritatem o Ars magna primitiva, del 1274, vol, doncs, ser la ciència suprema de la qual depenen totes les altres; no és pròpiament una lògica sinó un art de recerca. Mentre que per Aristòtil els principis no es basaven en demostracions sinó que derivaven de l'experiència i de la inducció, Llull creu que resol tots els problemes amb una precisió matemàtica: parteix del pressupòsit que tota proposició es pot reduir a termes i que els termes complexos es poden reduir a termes simples o principis. En el supòsit que s'aconsegueixi obtenir tots els termes simples possibles, combinant-los de totes les maneres possibles, s'obtindran totes les proposicions certes possibles: neix així l'art combinatòria, també com a tècnica de mnemotècnia, ja que facilita la memorització de les nocions bàsiques. Aquesta idea és a l'arrel dels successius desenvolupaments del càlcul computacional i de certs aspectes de la intel·ligència artificial.
La clau, doncs, era descobrir tots els termes simples i trobar la regla que permetés combinar-los. Llull aïlla nou predicats absoluts, que són els nou atributs divins — bonesa, grandesa, eternitat, poder, saviesa, amor, virtut, veritat i glòria—, i nou relacions —diferència-concordança-contrarietat, començament-mitjà-fi, majoritat-igualtat-minoritat—, a les quals ha d'afegir nou qüestions, nou subjectes, nou virtuts i nou vicis.
En el Llibre de l'ascens i descens de l'intel·lecte, Llull prova un nou mètode dialèctic que prescindeixi de les combinacions de termes. Amb un moviment d'ascens, l'intel·lecte arriba als principis primers, i amb el moviment contrari pot conèixer els termes particulars. El conjunt de les ciències es combinen entre si formant un arbre on la trama dels conceptes representa la realitat del món i de Déu.
La metafísica lul·liana és teològica, en el sentit que es basa en la Revelació. Vol donar proves de l'existència de Déu segons la doctrina escolàstica: Déu i les nou dignitats divines són la causa de la perfecció existent, de manera que totes les criatures mostren en un cert grau la seva semblança amb Déu; l'univers, segons la tradició agustiniana, és el mirall de la divinitat, «el llibre en el qual s'aprèn a conèixer Déu», un sistema de signes que demostren la realitat divina. Déu és la Idea eterna i les criatures són Idees noves provinents de Déu; són, doncs, «idees divines però finites»: la creació no va ser feta ab aeterno sinó que s'avança amb el pas del temps.
Llull defensava a la seva doctrina la Immaculada Concepció de Maria, contra l'opinió, llavors ortodoxa, de Sant Tomàs d'Aquino. L'essència divina havia de partir d'una primera matèria perfecta per a poder formar el cos de Jesús. Un fet impensable si la mateixa Maria hagués subjecta al pecat original, per tant, ella havia d'haver estat concebuda sense pecat. Aquestes idees varen portar l'inquisidor Nicolau Eimeric a perseguir pòstumament les obres de Ramon Llull. Tanmateix, el rei Pere el Cerimoniós va protegir la memòria del beat i va expulsar l'inquisidor del regne d'Aragó.

### L'obra alquímica

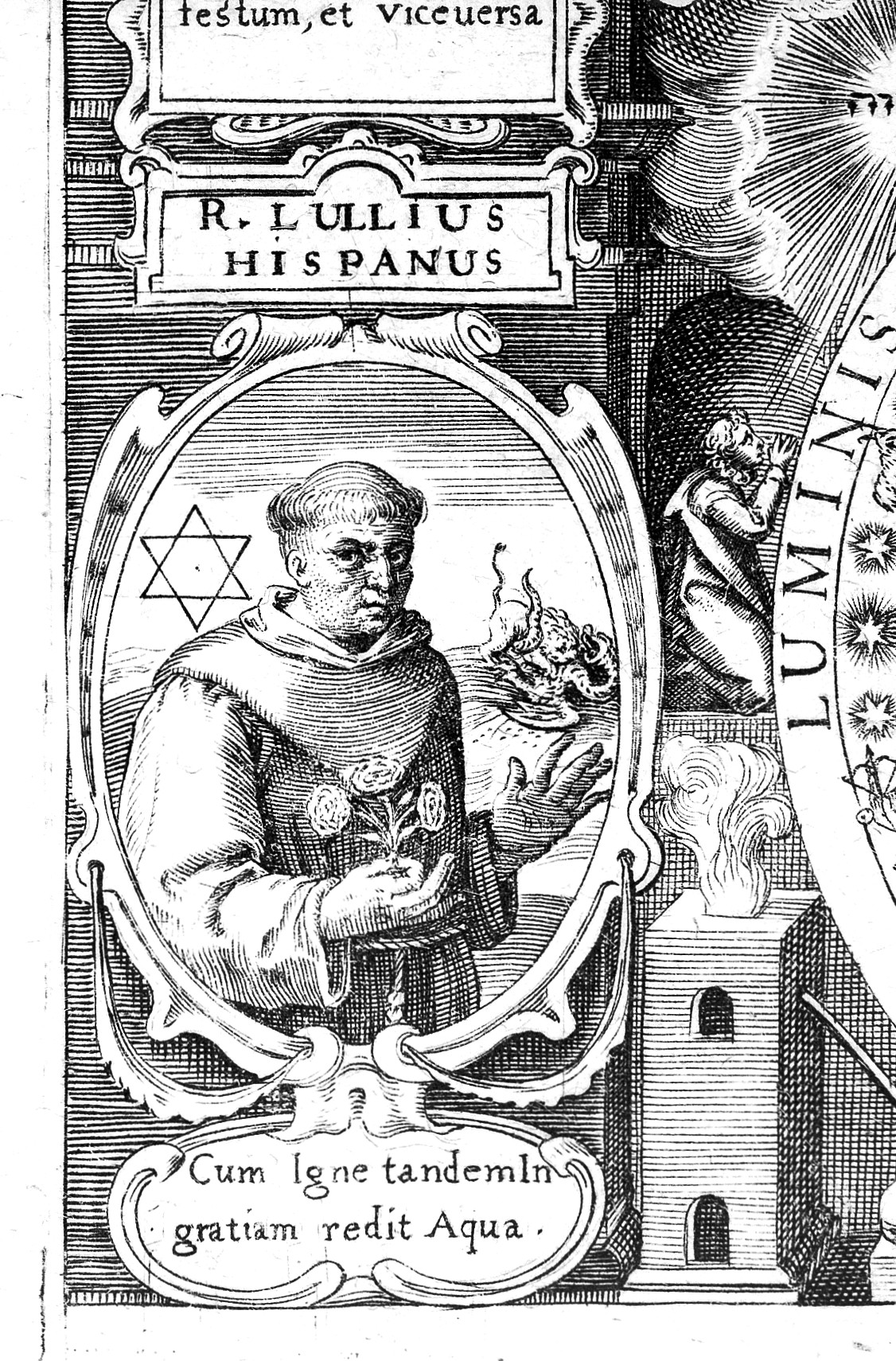
Llibre d'alquímia

La relació de Llull amb l'alquímia i les misterioses sectes càtares i albigeses és encara més propícia a la fantasia. Realment no és l'únic de la seva època, i la Corona d'Aragó medieval (veritable cruïlla entre Itàlia, el nord d'Europa i el sud hispànic i sicilià, on els escriptors musulmans van actuar com a portadors de l'herència hel·lenística i innovadors en el terreny científic) va ser un bon lloc per rebre tota classe d'influències, en particular el Periphyseon de Joan Escot Eriúgena, la Clavis Physicae d'Honori d'Autun (prohibit el 1225 perquè els heretges l'utilitzaven) o la doctrina, potser derivada del Timeu de Plató, de l'Anima mundi (o ànima còsmica, que atribueix al món les tres potències anímiques: memòria, intel·ligència i voluntat).
A Llull se li van atribuir nombroses obres alquímiques, però són totes apòcrifes. La crítica històrica va deixar ben fixada des del segle XIX la naturalesa pseudoepigràfica de tot el corpus, que en total superen les cent obres. Una primera hipòtesi va proposarque el veritable autor d'algun tractat podria ser Ramon de Tàrrega, un jueu convers del segle xiv anomenat per alguns el «Ramon Llull de Tàrrega», fou un frare dominic i teòleg acusat d'heretgia.
Fins a finals dels 80 els historiades de la ciència pensaven que els textos més antics i importants eren una falsificació de finals del segle xiv i principis del XV, amb addicions posteriors. A finals del segle xx, la professora Michela Pereira va revelar una matriu textual prèvia, datada al voltant de 1332, que no té una intenció pseudoepigràfica en la seva gènesi. Es tracta d'una producció original d'un personatge desconegut, que Pereira anomena magister Testamenti en referència al seu tractat més emblemàtic. Les seves obres originals serien temptativament el Testamentum, Vademecum (=Codicillus); Liber lapidarii (=Lapidarius abbreviatus); Liber de intentione alchimistarum; Scientia de sensibilibus (=Ars intellectiva; Ars magica); Tractatu de aquis medicinalius (=De secretis naturae primeras versiones); De lapide maiori (=Apertorium); Questionario; Liber experimentorum i una versió primitiva del Compendium animae transmutationis metallorum (=Compendium super lapidum; Lapidarium). A aquest nucli primordial s'hi haurien afegit altres escrits amb el pas del temps. La seva aportació va canviar completament la manera d'encarar aquest grup germinal de tractats, ja que per primera vegada se'ns revelava amb dades concretes que no estàvem davant de falsificacions conscients, sinó davant d'obres originals, que transmeten les idees, la personalitat i les dades biogràfiques d'un alquimista real. Després de recopilar informació sobre aquest personatge en funció d'allò que ens explica, tant al seu Testamentum com als altres escrits que cita com a propis, se l'ha identificat amb un home anomenat Raymundus de Terminis (cat. Ramon de Térmens). Seria un mallorquí que exercia l'ofici d'eques o miles, format com a magister in artibus o in legibus. Aquests tipus de persones solien ocupar llocs administratius, de jurisdicció mercantil, diplomàtics o d'ordre públic. També tenia coneixements de medicina, sobretot vinculats a la cirurgia, amb una formació montpellerina. Està documentada la seva activitat a l'illa de Corfú ia ciutats albaneses. Va exercir de ball a Berat i Vlorë, o en operacions comercials per a Roberto I de Nàpols i Felip I de Tàrent als mars Adriàtic i Jònic.
Entre les obres més conegudes hi ha el Liber de secretis naturae seu de quinta essentia (Llibre dels secrets de la natura o de la quinta essència), en el qual el pseudo-Llull sosté que, mentre que Déu només pot fer el bé, l'home pot caure en el mal perquè només disposa del foc per purificar les coses terrenals, però amb l'ajut dels principis essencials i de la fe pot dur a terme transmutacions naturals i arribar al bé. La tria entre el bé i el mal és responsabilitat del lliure albir, que és una conseqüència de la ignorància humana, la qual, però, és fruit de la voluntat divina, i per això també és un bé. El mateix Ramon de Térmens seria l'autor de diverses versions o estrats primitius d'aquesta obra des del 1330-1332. Tot i això, el format més conegut és una recensió pseudoepigràfica datable al voltant de 1360-1380, on uns falsificadors van endossar l'obra a Ramon Llull.

## Obra
Ramon Llull va escriure uns 256 llibres, que inclouen matèries tan diverses com:
- Filosofia (Ars magna, Ars brevis)
- Ciència (Arbre de ciència, Tractat d'astronomia)
- Educació (Blanquerna, que inclou el Llibre d'Amic e Amat)
- Mística (Llibre de contemplació)
- Religió i la predicació (Llibre del gentil e dels tres savis, Tractatus de modo convertendi infideles, Liber de fine)
- Gramàtica (Retòrica nova)
- Cavalleria (Llibre de l'orde de cavalleria)
- Novel·la (Fèlix o Llibre de meravelles, que inclou el Llibre de les bèsties)
- Poesia (el Cant de Ramon, lo Desconhort)

Destaca també la Vida coetània, una obra formalment anònima, si bé és considerada una autobiografia dictada per Llull als seus deixebles de la cartoixa de Vauvert. Així també se li han atribuït molts altres llibres, alguns d'autoria dubtosa. Malgrat els molts viatges que va fer durant la seva vida, la seva obra és una de les més ingents de la història de la literatura.

### Ars, l'Art de Llull
Llull va crear l'Ars (mot llatí que significa 'Art') o Art lul·liana consisteix en un sistema filosòfic, amb l'objectiu de permetre demostrar, a través de l'argumentació filosòfica racional, la veritat del cristianisme als seguidors d'altres doctrines, mitjançant tècniques racionals de notació simbòlica i diagrames combinatoris. Llull escrigué diverses variants i simplificacions d'aquest sistema filosòfic com són l'Ars magna (1276), l'Art demostrativa (1283), l'Ars inventiva (1289) i l'Art breu (1308), entre d'altres, intentant plasmar les 16 figures de la seva Art.
L'eix central de la seva obra és l'Art. Aquesta va haver de ser reescrita diverses vegades per fer l'obra més entenedora per als cercles intel·lectuals del moment. Per això s'ha acceptat una divisió de la producció en quatre etapes, proposada per Anthony Bonner:
La primera, anomenada «etapa preart», recull els últims anys d'aprenentatge, abans de la il·luminació de Randa (entre 1271 aproximadament i 1274). A aquesta etapa pertany un tractat de lògica en vers (La lògica d'Algatzell, 1271-1272?), i el Llibre de contemplació en Déu (1273-1274), la primera gran obra de Llull. La segona etapa, l'«etapa quaternària» entre 1274 i 1290, s'anomena així perquè els principis bàsics que estructuren l'Art s'agrupen en un nombre múltiple de quatre. En formen part l'Art abreujada (1274) i l'Art demostrativa (1283), de les quals deriven respectivament dues novel·les: El Llibre d'Evast e d'Aloma e de Blanquerna son fill (1283) i el Fèlix o Llibre de meravelles (1288-1289). A partir de 1290 a l'any 1308, els conceptes van passar d'agrupar-se en un nombre múltiple de quatre a recollir-se en un nombre múltiple de tres, per la qual cosa s'anomenarà el nou període com a «etapa ternària». L'Ars inventiva (1290) és la primera d'aquesta etapa, i es tanca amb l'Art breu (1308). D'aquest període en destaca la gran enciclopèdia Arbre de ciència (1296-1297), juntament amb dues manifestacions de la lírica lul·liana: el Desconhort (1295) i el Cant de Ramon (1300). Finalment l'«etapa postart», compren des del 1308 fins a la seva mort, l'any 1316 on Llull deixa de banda l'Art i se centra en l'escriptura sobre qüestions de filosofia, teologia i lògica.

#### Ars magna
L'obra Ars magna (cat. Gran art, 1305), inventà un llenguatge formal basat en la lògica combinatòria per poder parlar de tot el que l'autor considerava rellevant en la filosofia i religió sense la barrera de les llengües.

#### Ars brevis
L'Ars brevis (cat. Art abreujada o Art breu, 1308) és la versió més curta de l'Ars, el magne projecte de Ramon Llull. Llull va escriure aquest Ars perquè els seus deixebles que començaven a estudiar el seu Art poguessin copsar tot el sistema lul·lià sense que els detalls més difícils (de tipus lògic, teològic, etc.) impedissin aquest procés.

### Arbre de ciència
Arbre de ciència (Arbor Scientiae) és una de les obres més extenses i característiques de Ramon Llull, escrita a Roma entre 1295 i 1296. És una versió en forma enciclopèdica l'Art general o Ars magna destinada a un públic no universitari. L'obra recorre a una analogia comuna en ell: la comparació orgànica, en la qual cada ciència es representa com un arbre amb arrels, tronc, branques, fulles i fruits. Les arrels representen els principis bàsics de cada ciència; el tronc, l'estructura; les branques, els gèneres; les fulles, les espècies; i els fruits, els individus, els seus actes i les seves finalitats. Aquesta al·legoria vegetal mostra la influència d'Aristòtil.

### Blanquerna
El Llibre d'Evast e d'Aloma e de Blaquerna son fill (sovint conegut com a Blanquerna, per les edicions valencianes del segle xiv), escrit a Montpeller el 1283, és una novel·la idealista que va tenir una enorme influència en la narrativa de l'edat mitjana i en els escriptors posteriors. L'obra descriu amb molta vivacitat la vida medieval de manera realista, però sense localitzacions geogràfiques concretes, malgrat que el nom de Blanquerna o Blaquerna remet a un topònim de Constantinoble. La novel·la està dividida en cinc llibres, cada un d'ells dedicat a un model de vida: matrimonial, monacal, de bisbat, papal i l'últim, el Llibre d'amic e amat sobre la vida eremita. Seguint la seva vocació religiosa, el protagonista prova d'arribar a Déu a través d'un viatge vital que, a desgrat d'ell mateix, el durà a ser frare, abat, bisbe i papa. Finalment, esdevindrà ermità, que per Llull era l'estat de màxima perfecció espiritual.

#### Llibre d'amic e amat
La primera secció de la cinquena part del Blanquerna l'ocupa el Llibre d'amic e amat, peça formada per 350 aforismes de temàtica religiosa, amb un fort component poètic, que expressen l'experiència mística que sent l'amic, que representa l'ànima del cristià, envers l'amat, que és Déu. Amb un estil molt personal, combina elements que provenen de tradicions molt diverses, com el Càntic dels Càntics, la lírica occitana o el sufisme islàmic, i ha estat, juntament amb l'Ars, l'obra més difosa de Llull, amb nombroses edicions, en diverses llengües al llarg de la història, publicades independentment del Blanquerna. Igual que en la mística dels sufís que el poeta invoca, aquesta cançó serà un dels models de la poesia espanyola. El treball va ser una gran influència en la narrativa de l'edat mitjana, incloent-hi alguns autors immediatament posteriors a Llull, Joan Manuel de Castella i Joanot Martorell, en particular. Aquest llibre va ser traduït al francès a éditions de la Sirène el 1919 per Max Jacob, incorporant també, la «nota biogràfica» sobre Ramon Llull, pel mateix Max Jacob i Antonio de Barrau.
Pel que fa a la temàtica, Llull sempre emparellarà la mística amb la raó, plantejament coherent dins la seva filosofia, però innovador a l'època. Per altra banda, els estudiosos encara no poden explicar per què té 350 versets en lloc de 366, tenint en compte que Llull era molt metòdic amb els nombres i que a l'obra es diu que «començà son libre, lo qual departí en aytants versses con ha dies en l'any».

### Els dotze principis de la filosofia
Els dotze principis de la filosofia (Duodecim Principia philosophiæ) va ser una obra escrita l'any 1310 i publicada l'any 1516 a París. És un tractat sobre cosmologia i filosofia escolàstica dedicada a Felip VI de França. Igual que en altres obres de l'època, l'autor exposa al rei de França les seves queixes sobre els averroistes. Com a artifici literari, Llull s'imagina la seva trobada amb les dames i la filosofia amb contrició i satisfacció. L'escena té lloc a l'ombra d'un arbre. La filosofia dels dotze principis es queixa de com els averroistes s'oposen a ella tot calumniant la seva relació amb la teologia. La filosofia demana a Llull i a les dames que defensin el seu cas davant el rei de França. En el llibre s'intenta demostrar que la justícia, la temprança, la castedat, la humilitat i la fe es troben limitats pel poder dels seus contraris, com ara l'avarícia, la gola, etc. Aquest treball confirma la reputació de Llull com a divulgador de l'escolàstica que posà el coneixement enciclopèdic al servei de l'acció i no pas de la ciència especulativa.

### Llibre de contemplació en Déu
El Llibre de contemplació en Déu (1271-1274) ocupa set volums de les obres originals de Ramon Llull. Hi ha versió catalana i llatina i, segons afirma Ramon Llull, són versions de la primitiva redacció àrab que no s'ha conservat. Està redactat en primera persona —però anònim— i així l'autor intercala nombroses referències autobiogràfiques referides a l'agraïment dels béns rebuts de Déu o bé a la penitència i penediment dels pecats de joventut. El to tendeix a l'automarginació i a l'exultació en una fe vigorosa de recent adquisició, amb frases de lloança de la divinitat, molt en la línia de la prosa agustiniana de les Confessions, amb una funció didàctica basada en una crida constant a la pietat.

### Llibre del gentil e dels tres savis
El Llibre del gentil e dels tres savis (1274-1276) és una obra apologètica que vol demostrar l'eficàcia del mètode de Ramon Llull en una discussió sobre la veracitat o falsedat de les tres religions del llibre: judaisme, cristianisme i islam. En aquesta obra, un gentil (és a dir, un pagà) es troba tres savis: un jueu, un cristià i un musulmà. Els representants de les tres religions l'il·lustren sobre l'existència d'un únic Déu, sobre la creació i sobre la resurrecció, i cadascú presenta la seva religió perquè el gentil i el lector escullin la que els sembli veritable. El llibre no indica quina religió tria el gentil.
Al llarg de l'obra crida l'atenció l'exposició sistemàtica dels principis de la llei mosaica i de l'islam, que demostra un coneixement notable dels continguts de les dues religions, fet no gaire corrent a l'època de l'autor. A més, la ficció que envolta la narració està bastant desenvolupada i interacciona d'una manera molt subtil amb les argumentacions dels savis.

### Liber de fine
El Liber de maiore fine intellectus amoris et honoris (abreujat com Liber de fine; Llibre sobre el fi major de la intel·ligència: l'amor i l'honor, en català) és una obra política escrita per Llull a Montpeller (1305). L'obra tracta de la predicació als «infidels» i d'una croada militar a Terra Santa; en general respon als canvis polítics de l'època.

### Llibre de l'ascens i descens de l'intel·lecte
Escrit a Montpeller l'any 1304, en llatí, el Llibre de l'ascens i descens de l'intel·lecte (Liber de ascensu et descensu intellectus) desenvolupa el famós mètode «escalar» del pensament lul·lià: hi ha «escales místiques» que determinen les «escales del coneixement», per les quals es pot pujar i baixar com si es tractés d'àmplies escalinates. Per pujar, s'ha de passar del sensible (el que es percep per mitjà dels sentits, és a dir, el coneixement empíric) a l'intel·ligible, i de l'intel·ligible a l'intel·lectual. Per mitjà d'un altre procés paral·lel i simultani a l'anterior, s'ascendeix del que és particular al general i del general a l'universal.
Els modes escalars de l'intel·lecte s'organitzen de la manera següent:
- Modalitat lògica: conté les escales de la diferència, la concordança i la contrarietat.
- Modalitat situacional: conté les escales del començament, el mitjà i el fi.
- Modalitat quantitativa: conté les escales de la majoritat, la igualtat i la minoritat.

Llull, doncs, estableix nou modalitats escalars que, totes juntes, permeten penetrar d'una manera successiva, gradual i cada vegada més específica en la naturalesa íntima dels éssers i els fenòmens naturals.

### Llibre de l'orde de cavalleria
En el Llibre de l'orde de cavalleria, peça didàctica dels primers anys de producció de Ramon Llull (va ser escrita entre el 1274 i el 1276), parla de les característiques dels bons cavallers, que han de tenir com a principals objectius desenvolupar l'honor cristià i la noblesa d'esperit, cosa que s'aconsegueix amb una observança estricta de la pietat. A vegades el text és combatiu i agressiu, ja que recomana convertir els fidels amb l'espasa a la mà alhora que se'ls predica la veritat de Crist.
Aquest manual del cavaller cristià va influir en Joanot Martorell a l'hora de redactar Tirant lo Blanc.

### Fèlix o Llibre de meravelles
Fèlix o Llibre de meravelles, escrit a París entre el 1287 i el 1289, és una obra doctrinal que combina la narració i el diàleg entre mestre i deixeble. Al llarg dels deu apartats de l'obra, el protagonista, Fèlix, viatja pel món descobrint la distància entre l'ordre diví de la creació i l'actitud que en realitat tenen els homes. Alhora, però, coneix ermitans i filòsofs que el fan entrar en contacte amb totes les branques del saber del segle xiii, des de Déu i l'infern fins a la natura.

#### Llibre de les bèsties
El setè apartat del Llibre de meravelles l'ocupa el Llibre de les bèsties. En lloc de ser un tractat de zoologia similar als bestiaris medievals, està plantejat en forma de faula, un format que li permet allunyar-se del designi doctrinal, apologètic o meditatiu de la resta de la producció lul·liana. En realitat, és una reflexió sobre la política on Llull fa servir les maquinacions del personatge de la guineu Na Renard per exercir el poder a qualsevol preu, per a crear un paral·lelisme amb les intrigues d'una cort de l'època. El llibre s'ha volgut interpretar com un advertiment al rei de França, Felip el Bell, perquè no es refiés gaire de les persones del seu entorn.
L'estil diferent de la resta de capítols del Llibre de meravelles fa l'efecte que no va ser escrit en el mateix moment. La temàtica havia estat tractada per altres escriptors contemporanis que tenien un paper prominent en el tema de les bèsties: el francès Le roman de Renart, un conglomerat d'històries d'animals de diversos autors de final del segle xii, i el Kalila wa dimna, un conjunt de faules d'animals procedents del Panchatantra, introduït a Europa per Ibn al-Muqaffa, en el segle viii, que varen tenir diverses traduccions, entre d'altres, la castellana Calila e Dimna, impulsada pel rei Alfons el Savi.

### Llibre dels Mil Proverbis
El Llibre de mil proverbis conté sentències que abracen àmbits diversos: teologia, filosofia, moral, vida social i vida pràctica. Les qualitats de l'obra són la lleugeresa en la concisió, la simplicitat tota didàctica, la musicalitat mnemotècnica; la redacció essent alliberada dels constrenyiments de la demostració escolàstica, de les feixugors del seu aparat.

### Poesia

#### Lo Desconhort

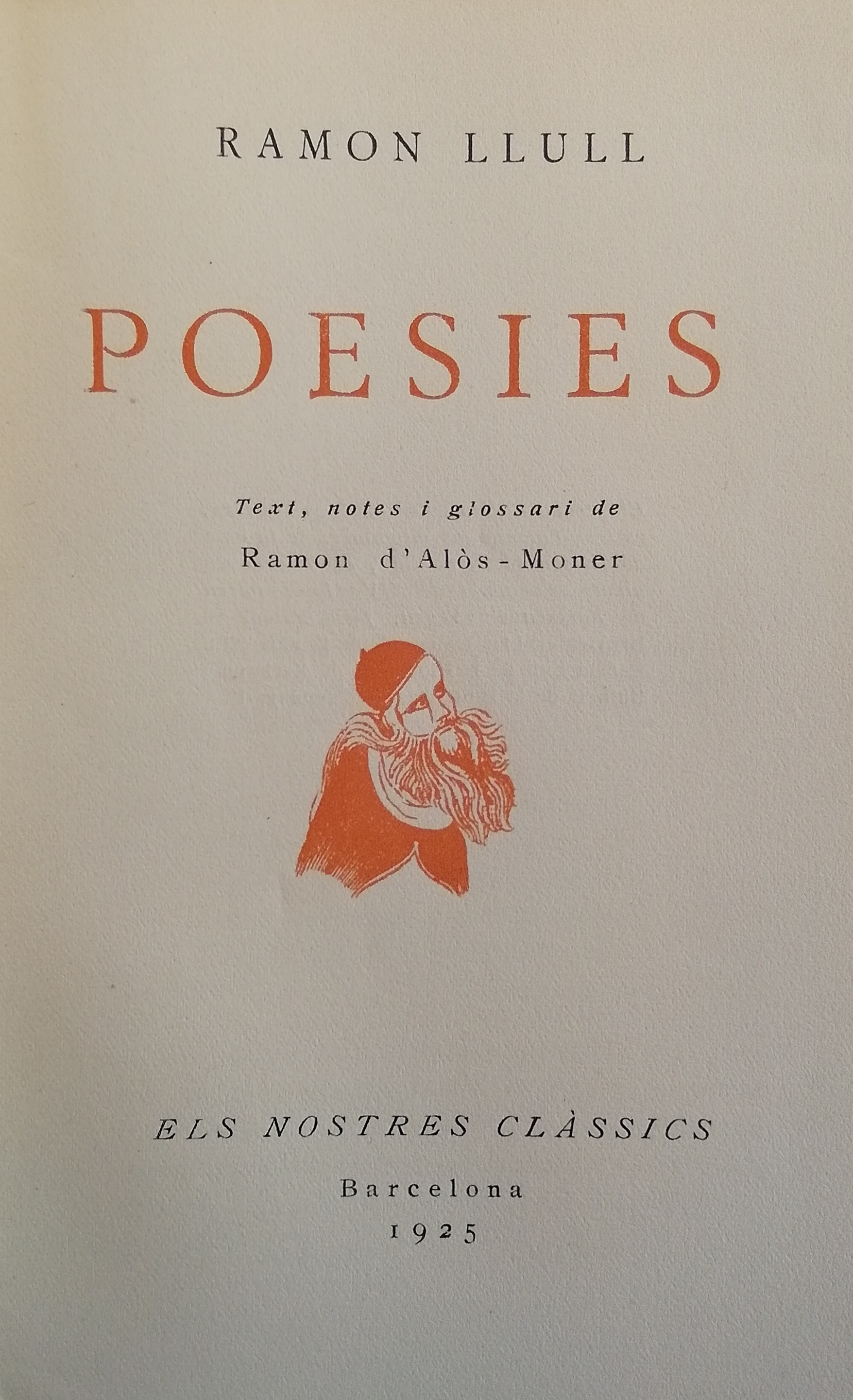
Recull d'obres rimades i versos de Ramon Llull, publicades a Barcelona per l'Editorial Barcino dins la col·lecció «Els Nostres Clàssics» l'any 1925

Lo Desconhort, també conegut com El Desconhort, és un poema escrit per Llull l'any 1295. El poema consta de 69 estrofes monorimes i 12 versos alexandrins. El poema fou escrit per a ser recitat al so del poema èpic carolingi anomenat Berart de Montdidier. El tema del poema és un debat en vers entre Llull i un ermità sobre el programa artístic d'aquest últim. El poema comença amb un relat bibliogràfic amb un Llull melancòlic per la manca d'èxit en la seva particular causa de convertir els no cristians i de l'enaltiment de la fe. L'ermità que es troba present, convida Llull a reflexionar si realment la seva Art General és una bona causa. Llull creu que es troba lliure de pecat, ja que estima Déu i té un autèntic impuls de caritat envers el proïsme. L'ermità no creu el mateix que Llull i això el fa enfadar. Finalment, l'ermità acaba reconeixent que la causa de Llull és bona i agradable a Déu. Llull alleuja la seva pena en el moment que l'ermità s'ofereix a col·laborar amb ell i dona gràcies a Déu.
- Cant de Ramon: és un poema que va escriure quan ja era vell[51] i hi fa un balanç de la seva vida. Mostra els fracassos, la lluita i la personalitat de Llull.[52]
- Lo concili: és una cançó de croada en què aconsella oració i devoció a l'hora de celebrar el XV concili ecumènic a Viena del Delfinat, en el qual va prendre part.

### Vida coetània
Vida coetània és una obra autobiogràfica dictada per Llull als seus deixebles de la cartoixa de Vauvert, a París, el 1311. L'autor hi relata els detalls de la seva conversió, les seves visions de Crist a la creu i el tomb que aquestes experiències van suposar, que el van portar a abandonar els seus béns i la seva família i a renunciar al luxe i la riquesa per dedicar-se a Déu.
La major part de les dades que coneixem de la biografia de Llull provenen d'aquesta obra, que permet conèixer amb força detall la seva vida fins als trenta anys.

## Electorium Parvum seu Breviculum
L'Electorium Parvum seu Breviculum es troba a la Biblioteca Estatal de Baden a Karlsruhe. El Breviculum, que probablement va ser creat al nord de França l'any 1321, té trets autobiogràfics. Llull va dictar la seva vida al seu deixeble Thomas le Myésier, canonge de la ciutat d'Arras, al nord de França. Le Myésier va donar una gran importància a la representació dels ensenyaments de Llull. Al text s'adjunten dotze miniatures de pàgina sencera sobre la vida i l'obra del seu mestre.

## Llengua i estil
Ramon Llull utilitzà a les seves obres quatre llengües amb una finalitat instrumental: català per arribar al seu poble, el llatí per convèncer els intel·lectuals, l'àrab per arribar als musulmans i el provençal trobadoresc a la seva joventut per fer poesia trobadoresca. Molts d'aquests llibres, en un gest insòlit a l'època, van ser traduïts per ell mateix a l'àrab i al llatí.
Utilitzà el català en obres filosòfiques, científiques i teològiques per fer arribar de manera més comprensible aquestes idees a un públic urbà, burgès o aristòcrata. Va ser el primer cop que es va fer servir la prosa en català de forma extensa i de creació pròpia, ja que les manifestacions anteriors en català eren escrits específics i sovint traduïts del llatí (hagiografies, homilies, etc.). A més, un contingut d'aquest abast dedicat a contingut filosòfic no es tornarà a trobar en una llengua europea diferent del llatí, l'àrab o l'hebreu fins a Descartes, tres segles més tard.
Llull creà un model de llengua culta i unificat i elevà el català a la perfecció i a la modernitat. Una prosa segura, flexible i matisada, apta per expressar el pensament, la intel·ligència i el sentiment. Hagué d'augmentar el cabal lèxic per a escriure les obres filosòfiques i doctrinals i es va basar sobretot en el lèxic hereditari, i incorporant un gran nombre de neologismes derivats del llatí. Alguns autors com Antoni M. Badia i Margarit, Lola Badia i Pàmies, Fernando Rodriguez Reboiras, Miquel Colom Mateu, o Laura Romà Herèdia, han fet servir la denominació «llengua de Llull» per referir-se a l'aportació lul·liana al corpus català. En certa forma, una denominació paral·lela a la «llengua de Cervantes» para el castellà o la «llengua de Shakespeare» per l'anglès que prenen el nom de la figura que primer va ajudar a donar caràcter internacional a les seves respectives llengües.
Segons els treballs de Francesc de Borja Moll el vocabulari utilitzat per Llull és aproximadament de 7.000 mots diccionariables distribuïts en aquests percentatges:
- 52% de mots populars hereditaris del català
- 20% de mots derivats dins el català
- 18% de llatinismes
- 7% de mots usats només per Ramon Llull
- 1% de provençalismes
- 2% d'onomàstica (noms bíblics, geogràfics, etc.)

La sintaxi és molt rigorosa i precisa amb una duplicitat de solucions: calcs i construccions llatines com les subordinades adjectives, i per altra banda, formes que reflecteixen el llenguatge popular com les oracions impersonals en segona persona o els condicionals; tot amb un esperit extraordinàriament fidel a la llengua que li permeté fixar per sempre el català literari amb tota la seva plenitud i perfecció, a la vegada estableix el model lingüístic que després seguirà la Cancelleria.
Dins l'estil lul·lià, seguint Lola Badia, cal distingir dos aspectes: la retòrica lògica adreçada a la intel·ligència i que se centra en els enunciats i la retòrica literària adreçada a la imaginació, que se centra en la bellesa de les paraules. Constants en l'estil de Ramon Llull són els locus amoenus, els exemples, les metàfores, els proverbis, les antítesis i els personatges simbòlics.

## Anticipacions científiques

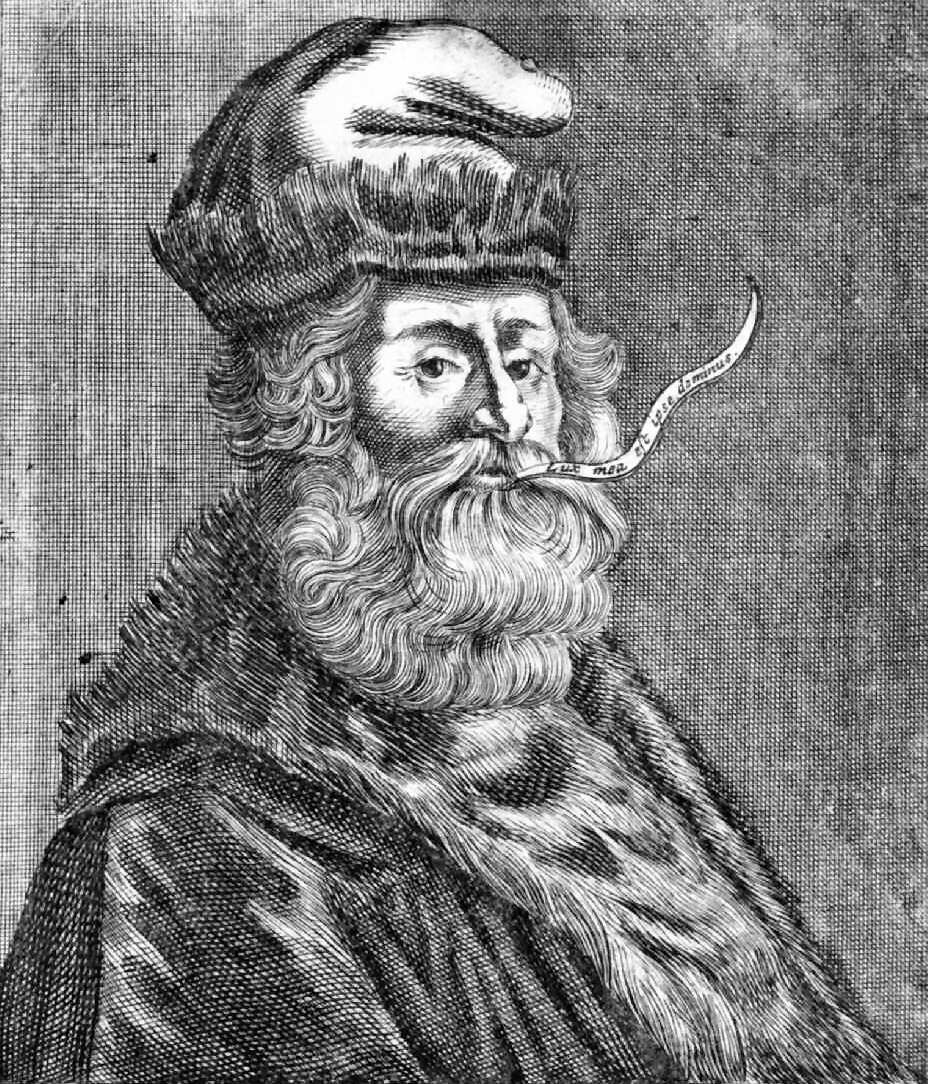
Gravat arquetípic de Ramon Llull del (autor desconegut).

Sens dubte pot considerar-se Ramon Llull un visionari, cosa que ha estat aprofitada per diversos parapsicòlegs per tal d'atribuir-li prediccions. No és difícil imaginar que, des d'aquest punt de vista, anticipés molts descobriments, idees que no es desenvoluparien, però, fins segles després; o que alguns estudiosos haguessin pres les idees de Ramon Llull com a referència per a les seves descobertes.
La relació de Llull amb l'alquímia i les sectes càtares i albigeses és motiu d'especulacions. En la seva època la Corona d'Aragó feia de pont entre Itàlia, el nord d'Europa i l'Espanya musulmana, cosa que va ser fer que rebés tota classe d'influències. Va ser important la influència del Periphyseon d'Escot Eriúgena, la Clavis Physicae d'Honori d'Autun i la doctrina de l'Anima Mundi potser derivada del Timeu de Plató. És fàcil imaginar doncs que Llull va conèixer un gran nombre de tradicions científiques i filosòfiques al llarg de la seva vida, que l'ajudaren a postular algunes idees innovadores.

### Computació
Ramon Llull és considerat un dels precursors de la computació i de la intel·ligència artificial, a més de ser un referent pels enginyers informàtics. Aquest fet es deu a la invenció que va crear per arribar a noves idees. Consisteix a combinar una sèrie de conceptes de forma aleatòria per arribar a una conclusió, és a dir, a un raonament automàtic. Els conceptes que ell utilitzava giraven al voltant de la teologia, filosofia, astronomia i l'alquímia entre d'altres. Va aplicar aquest mecanisme a la seua obra mestra Ars Magna (1305). L’interessant d’aquesta forma de treballar és el resultat aleatori que s’obté en combinar conceptes que no es relacionarien en un principi, en el cas de Ramon Llull destacaren les reflexions on combinava la religió amb la filosofia. La més destacable i a la qual va arribar mitjançant aquest mètode és «Totes les religions són la mateixa». Per realitzar aquesta creació va inspirar-se en els utensilis que utilitzaven els àrabs per dur a terme l'astronomia i la navegació. Així va pretendre formalitzar el procés de raonament mitjançant principis matemàtics. Es pot dir que l’objecte final era automatitzar el coneixement partint d’una premissa combinatòria, és a dir, va ser precursor de l'automatització de processos.

### Física
Segons Ramon Llull, la gravetat és la pedra mòbil amb moviment natural o violent quan es llança amb impuls a l'aire, aleshores es mou amb la gravetat, el moviment de la qual és sensible a la vista (Llibre de l'ascens i descens de l'enteniment, escrit el 1304). Isaac Newton va publicar les seves lleis de moviment, que incloïen la llei de la gravitació universal el 1687.

### Teoria de l'evolució i etologia
Ramon Llull escrigué: «Veient l'home que el lleó té indústria de caçar, coneix que el lleó té imaginació, sense la qual no podia tindre indústria i aquesta imaginació està inserta en el sentir». (Íd., Dist. III; Pròl.; núm. 5). Ramon Llull es refereix en aquesta peça a la memòria. Es pot pensar que amb els conceptes memòria i imaginació, Llull anticipa els treballs de Charles Darwin i de Konrad Lorenz en el camp de l'etologia. Tanmateix, aquesta visió de la natura animal era molt comuna, ja que les doctrines cristianes havien de compatibilitzar-se amb les doctrines galèniques i socràtiques del soma, pneuma i psique, que veien qualitats humanes en els animals.

### Matemàtiques i informàtica
Ramon Llull desenvolupa la seva obra Ars com una creació epistemològica relacional, en la qual desplega un exercici de combinatòria basada en parelles i ternes. Concretament, planteja una mitja matriu d'adjacència amb 36 combinacions, sense repeticions, de nou elements presos de dos en dos i una taula de combinacions ternàries. Aquesta taula presenta variacions de tres elements presos de tres en tres, en ordre cíclic i sense repeticions, amb el resultat de 252 ternes possibles.
Leibniz és el primer a adonar-se, més de 300 anys després, de les possibilitats que l'obra de Llull contenia i adopta la idea lul·liana d'un «alfabet del pensament humà» que funcioni mitjançant la combinació de lletres, i la relaciona amb la seva pròpia idea d'una «mathesis universalis», és a dir, d'una lògica concebuda com una matemàtica generalitzada. Leibniz escriu «quan sorgeixi una controvèrsia, no hi haurà ja més necessitat de discussió entre dos filòsofs de la que hi ha entre dos calculadors». Leibniz interpreta l'Art com un tipus de pensament automàtic, una mena de mecanisme conceptual que, un cop establert, funciona per ell mateix. Aquest automatisme conceptual fou llargament acaronat per Leibniz, el primer a planejar, després de Blaise Pascal, una màquina de calcular que realment funcionés.
Més modernament s'ha relacionat els desenvolupaments de Llull amb el càlcul computacional. Segons Ton Sales hi ha deu components en el sistema lul·lià que poden ser integrats al món dels conceptes informàtics: des de la idea de calcular els resultats del raonament lògic, ja explorada per Leibniz, a la d'un «alfabet del pensament», interpretada matemàticament per George Boole a mitjan segle xix, o la d'un mètode general, que sigui heurístic i deductiu, a l'anàlisi lògica, a la noció d'un sistema generatiu, a l'operació a través de diagrames, o a la teoria de grafs que ordena les figures triangulars de l'Art.
L'any 2001 amb el descobriment dels manuscrits perduts Ars notandi, Ars eleccionis, i Alia ars eleccionis, Llull és reconegut com el descobridor de la paradoxa de Condorcet, que va ser redescoberta durant el segle xviii pel Marquès de Condorcet.

### Lingüística
En una època en què les ciutats eren ja centres de poder i cultura, amb una burgesia curiosa i amb necessitats lingüístiques especials (la majoria no sabia llatí), Llull sabé detectar les possibilitats comunicatives de les llengües vulgars: obrí el català al pensament filosòfic i científic i el dotà de plenitud filològica i lingüística.
D'altra banda, com que la conversió dels no cristians va ser sempre el seu objectiu central, moltes de les seves reflexions giraven al voltant de la persuasió mitjançant el llenguatge, l'adaptació de registres segons l'auditori, etc., tècniques equiparables a les intencions propagandístiques de les primeres grans cròniques: el llenguatge al servei de la intencionalitat comunicativa, en relació amb la pragmàtica i la sociolingüística modernes.
Finalment, l'Art i les seves figures contenen conceptes amb diversos significats, que es poden combinar els uns amb els altres per tal de construir un discurs que afavoreixi la transmissió de la veritat cristiana. Es diu que Llull va ser l'inventor d'una mena de semàntica combinatòria que de segur podria ser suggeridora per a les ciències cognitives (Lingüística cognitiva) i computacionals (lingüística computacional).
També reflexionà sobre la dimensió psicològica del llenguatge i la comunicació a Lo sisè seny lo qual apelam afat (o affatus).

## Llegat

### Valoració de la figura de Llull
L'abast de la seva obra, la incorporació del català en publicacions de caràcter erudit i la peculiaritat de la seva visió sovint avançada al seu temps, han generat tota mena de reconeixements. Sovint és identificat com el primer en alguna de les matèries tractades o les metodologies emprades, un fet derivat del temps que li va tocar viure, molt anterior a les grans figures en altres cultures o temàtiques.
Dins d'aquesta voluntat qualificadora, per a Pere Gimferrer:
| « | Ramon Llull és l'escriptor català més gran de tots els temps i potser l'únic a qui escau plenament el qualificatiu de geni, que reservem per a les grans ocasions, no pas més d'un per cada llengua. Llull es, tot sol, una literatura, i la simple existència de la seva obra dona cartes de naturalesa universal a la llengua que fa servir. Llull, dintre totes les limitacions d'una comparació d'aquesta mena, és per a la llengua catalana el que Dante és per a la italiana, Shakespeare per a l'anglesa o Cervantes per a la castellana | » |

En termes similars descriu la personalitat de Llull el filòleg Badia i Margarit i fa una síntesi dels objectius que van guiar Llull durant la seva peculiar croada:
| « | Les figures irrepetibles, i per això irrepetides en la història, s'expliquen per quelcom innat, que anomenem la personalitat i, en casos veritablement excepcionals, el geni. Llull fou un enderiat: convençut que amb la seva Art podria demostrar les veritats de la fe, es lliurà a exposar-ne els principis a reis i papes, al Concili i a les universitats; a modificar-ne els arguments i les gràfiques geomètriques, a mesura que els hi discutien; a recórrer tot Europa fent-ne apostolat abrandat; a predicar una croada pacífica per la conversió dels no cristians, que es donarien, retuts per la força de les seves raons; a fer de missioner al Nord d'Àfrica, a Terra Santa, a Armènia, amb el seu zel apostòlic i amb el seu desig professat de morir màrtir; a promoure escoles de llengües orientals, perquè els predicadors poguessin adreçar-se als "infidels" en llurs llengües o perquè aquests poguessin entendre la seva Art, convenientment traduïda.". | » |

L'evolució escrita de les llengües romàniques al llarg dels segles xi i xii va seguir una trajectòria similar, amb petits avanços, incorporant paraules dins textos llatins, o fent traduccions del llatí. En totes elles es prepara el terreny, els textos van madurant i arribarà un dia que hi sorgirà el primer clàssic. El cas del català va ser similar i durant el segle xii s'havien escrit els primers documents en català en temes jurídics (Llibre Jutge) i homilètics (Homilies d'Organyà), i s'havia fet alguna traducció sobre història com a les de Pere Ribera d'obres de Jiménez de Rada, i sobre hagiografia com la traducció de la Llegenda àuria, ja a la darreria del segle xiii.

En aquest nivell d'evolució més o menys homogeni, se situa l'aportació de Llull. Ell fa debutar la filosofia i la teologia en una llengua diferent del llatí. No són textos aïllats o traduïts, sinó una obra prolífica original. La seva prosa en català s'estén a moltes altres temàtiques produint un salt qualitatiu per al català que s'avança de la resta. Aquest posicionament avançat de la prosa catalana va ser reconeguda pel filòleg espanyol Marcelino Menéndez Pelayo que ho recollia en un discurs de 1884:
| « | [el català] va ser la primera entre totes les llengües vulgars que va servir per a l'especulació filosòfica, heretant en aquesta part al llatí de les escoles molt abans que l'italià, molts anys abans que el castellà i moltíssim abans que el francès. Tenim la doble glòria que cap altra de les romàniques neo-llatines pot disputar-nos. En castellà varen parlar per primer cop les matemàtiques i l'astronomia amb Alfons el Savi i, en català, va parlar per primer cop la filosofia per boca de Ramon Llull. | » |

La singularitat del personatge no podia deixar d'estar afectada per distorsions historiogràfiques, tant les dels adeptes incondicionals, que l'han exalçat fins a l'exageració, com les dels adversaris aferrissats, que l'han denigrat, i fins i tot els d'autors anònims, que l'han suplantat. Així la seva biografia s'ha vist interferida per consideracions interessades, per les quals, des de molt antic, se l'ha tractat d'alquimista, cabalista, heretge, inventor o protagonista de fets i opinions sense suport històric. S'ha de dir, però, que per a Llull res era indiferent i que va tractar de totes les esferes del coneixement accessibles a un home de la seva època, així que, per a moltes d'aquestes atribucions, a vegades es troben passatges en la seva obra que, trets de context, han donat suport a aquestes teories. Per contra, el Llull històric és un personatge extremadament transparent. Tot en ell és al servei de l'enaltiment del cristianisme i de la conversió dels no cristians; res en la seva vida i obra el va desviar d'aquests propòsits, i tots els seus actes i coneixements estigueren al seu servei.

### Reconeixements

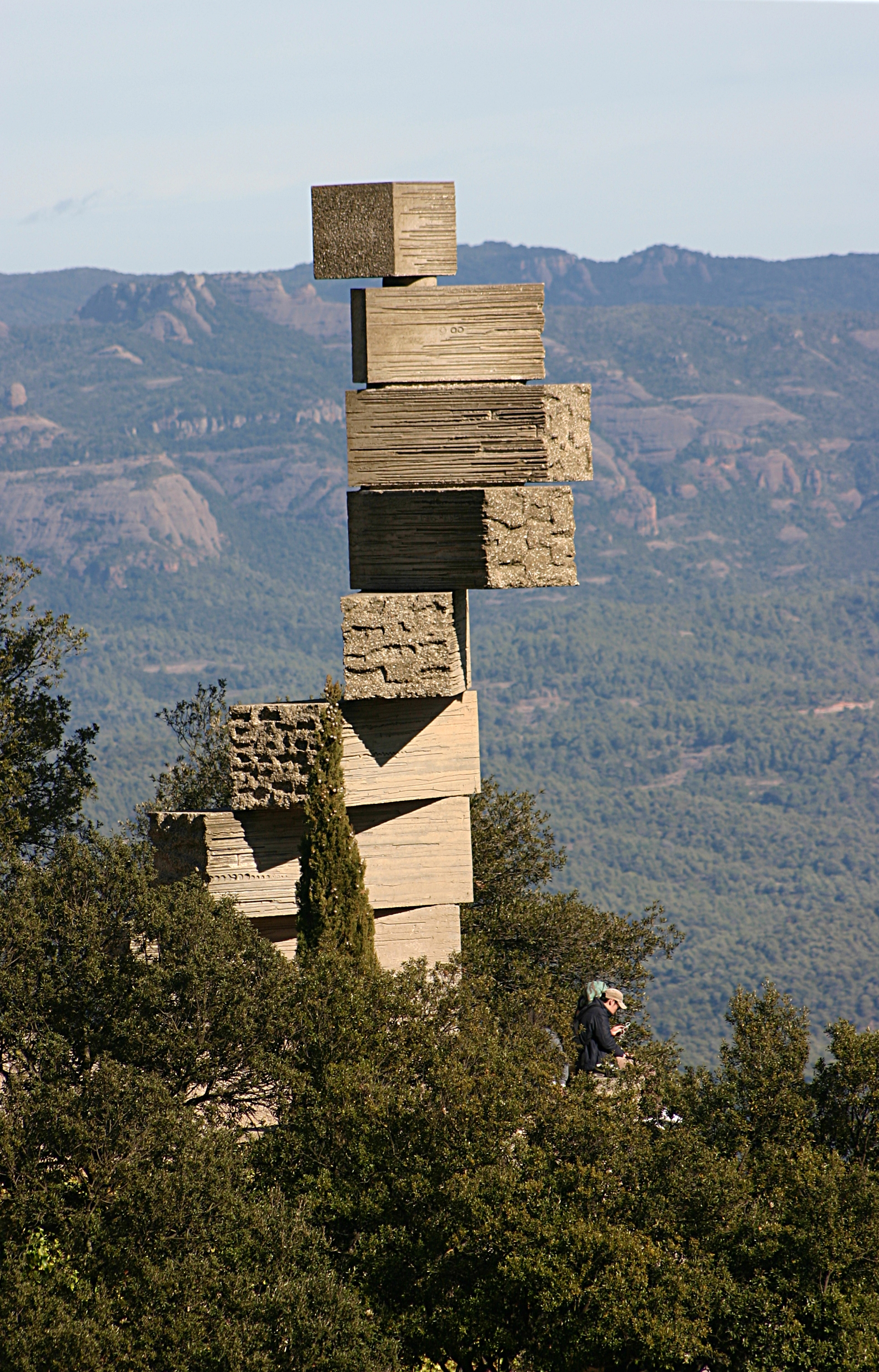
Monument a Ramon Llull a Montserrat

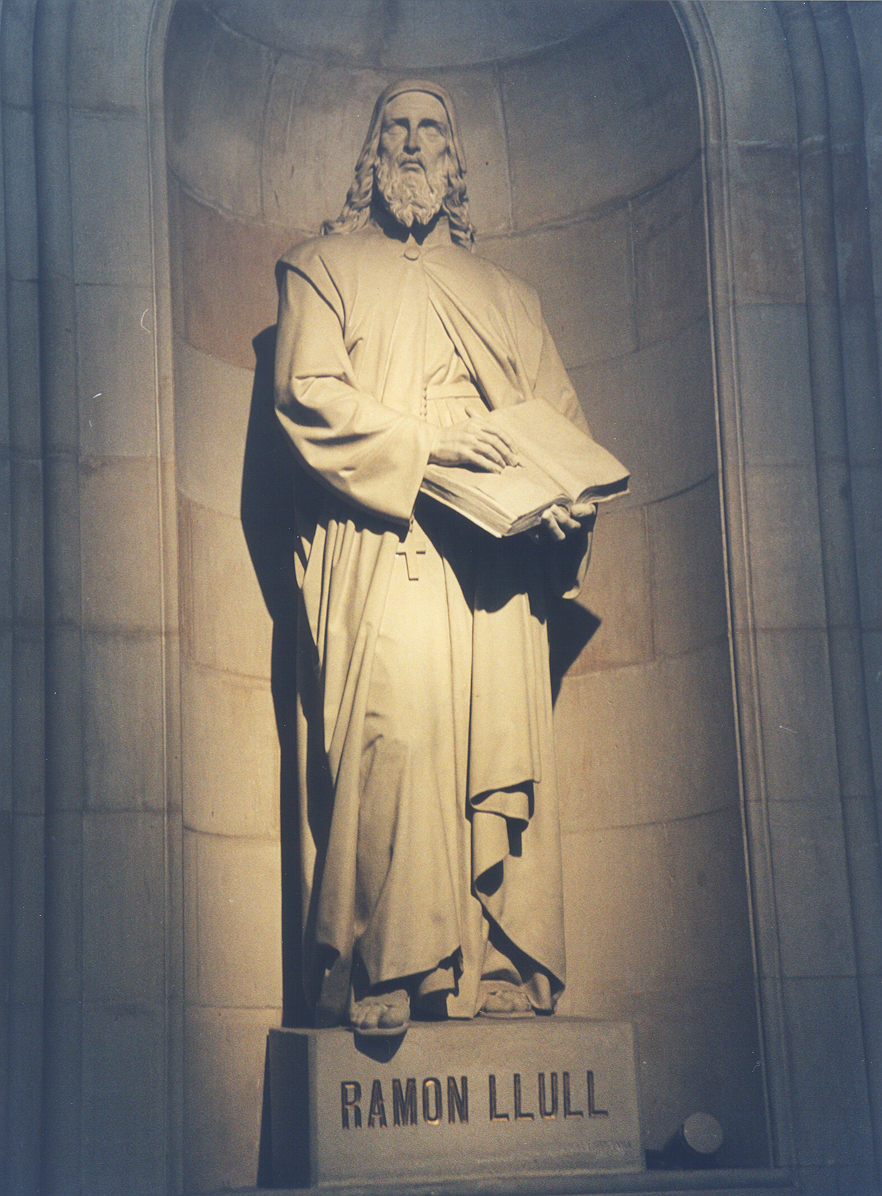
Estàtua de Ramon Llull al vestíbul de la Universitat de Barcelona

L'Institut Ramon Llull, el principal òrgan oficial de promoció de la cultura catalana arreu dels Països Catalans agafa el seu nom de l'escriptor mallorquí, així com la Universitat Ramon Llull de caràcter privat, fundada el 1990. La Fundació Ramon Llull, d'origen andorrà, es dedica també a la promoció de la cultura catalana i la Federació Llull agrupa tres de les principals entitats culturals dels Països Catalans: Acció Cultural del País Valencià, Obra Cultural Balear i Òmnium Cultural. Diversos premis culturals o literaris com el Premi Internacional Ramon Llull, que premia aportacions a la cultura de nacions sense estat, o els Premis Ramon Llull, atorgats pel govern Balear, així com el Premi de les Lletres Catalanes Ramon Llull, premi literari d'obres inèdites en català, porten el nom de l'autor.
Des de 2001 Ramon Llull és el patró dels informàtics, en reconeixement de les seves aportacions primerenques en el camp que es coneixeria com a lògica computacional.
L'asteroide (9900) Llull, descobert el 1997 a l'Observatori Astronòmic de Mallorca es va batejar també en honor de l'autor, en ocasió de la commemoració dels 700 anys de la publicació del seu llibre Tractatus novus de astronomia, que donava suport a les teories de Ptolemeu.
El 1976 s'inaugurà Montserrat el Monument a Ramon Llull, obra de Josep Maria Subirachs. Llull també té estàtues en honor seu a l'edifici històric de la Universitat de Barcelona i prop de la Catedral a la seva Palma natal.
L'any 2016 se celebra l'Any Llull, esdeveniment organitzat per la Generalitat de Catalunya, el Govern de les Illes Balears i l'Institut Ramon Llull. Els organitzadors destaquen que «l'originalitat del seu pensament i la qualitat sense parió de la seva literatura han fet de Ramon Llull la figura més destacada arreu del món de la cultura catalana de tots els segles» i preveuen conferències, exposicions i projectes acadèmics per divulgar la seva figura i obra.

### Processos de beatificació i canonització
Durant el segle xvi es va manifestar un gran interès per l'obra de Ramon Llull, originat pel reformisme de Felip II. En aquest context, el 1611 s'inicià el primer procés de beatificació de Llull, interromput el 1750 pel papa Benet XIV quan aquest es va qüestionar l'ortodòxia de la doctrina de Llull, a causa de la influència que encara tenien les tesis antilul·listes de Nicolau Eimeric, frare dominic inquisidor del segle xiv. Eimeric havia dictat l'existència de més de 100 heretgies en els textos de Llull i les va incloure en el seu Directorium Inquisitorum (Manual de l'Inquisidor). Ja el 1911 els bisbes i teòlegs catalans varen advertir de la necessitat de rehabilitar Llull.
Les aportacions recents del teòleg Josep Perarnau, especialista en l'obra de Llull que ha recollit totes les falsificacions amb què Eimeric va construir les seves tesis, han permès eliminar els obstacles per a reiniciar el procés de beatificació de Llull. Així, l'estudi de Perarnau, elaborat conjuntament amb el teòleg mallorquí Jordi Gayà, elimina els dubtes anteriors i ha estat acceptat per la Congregació per les Causes dels Sants, de Roma, fet que li atorga la consideració eclesiàstica de servent de Déu. El postulador de la causa de beatificació és el sacerdot mallorquí Gabriel Ramis.
No obstant això, hi hagué des de la seva mort una veneració popular per Llull, a qui es considerava erròniament màrtir. Això va fer que se l'anomenés «beat», títol que, tot i no tenir, es va popularitzar i va passar a calendaris i almanacs, on es manté encara.

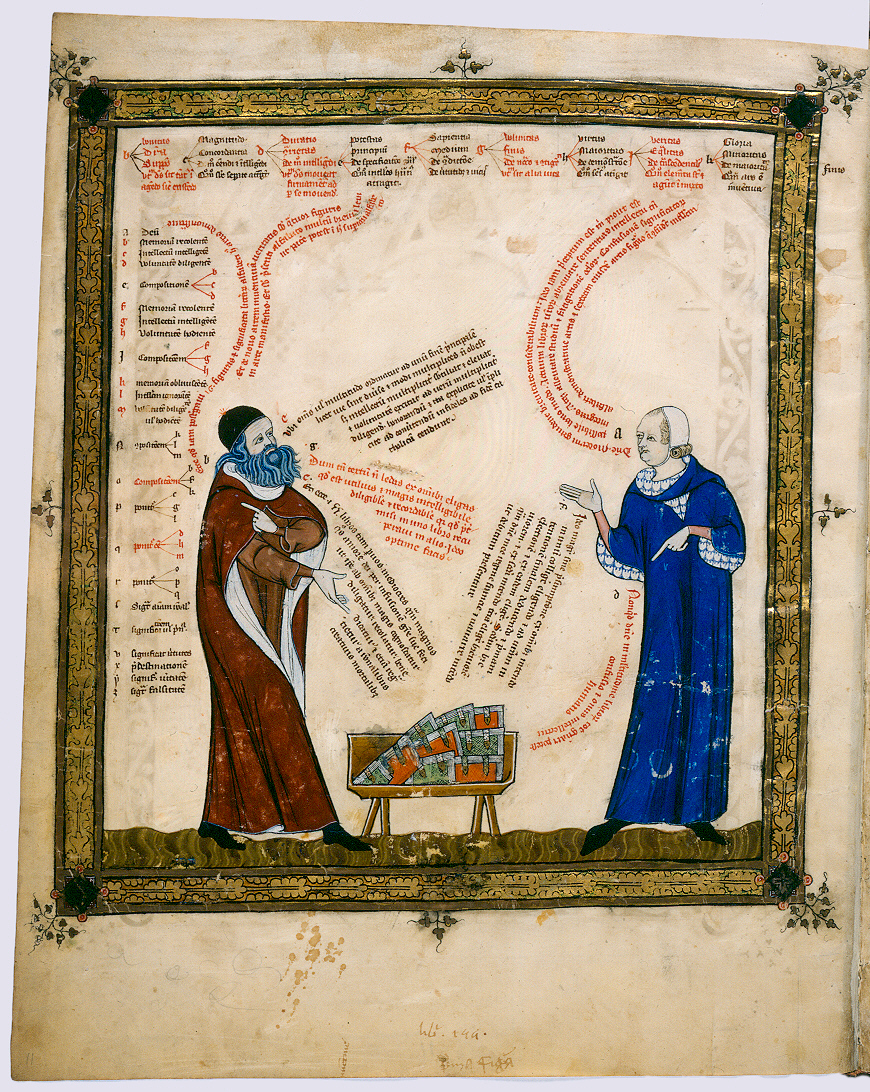
Il·lustració de l'Electorium parvum seu breviculum.
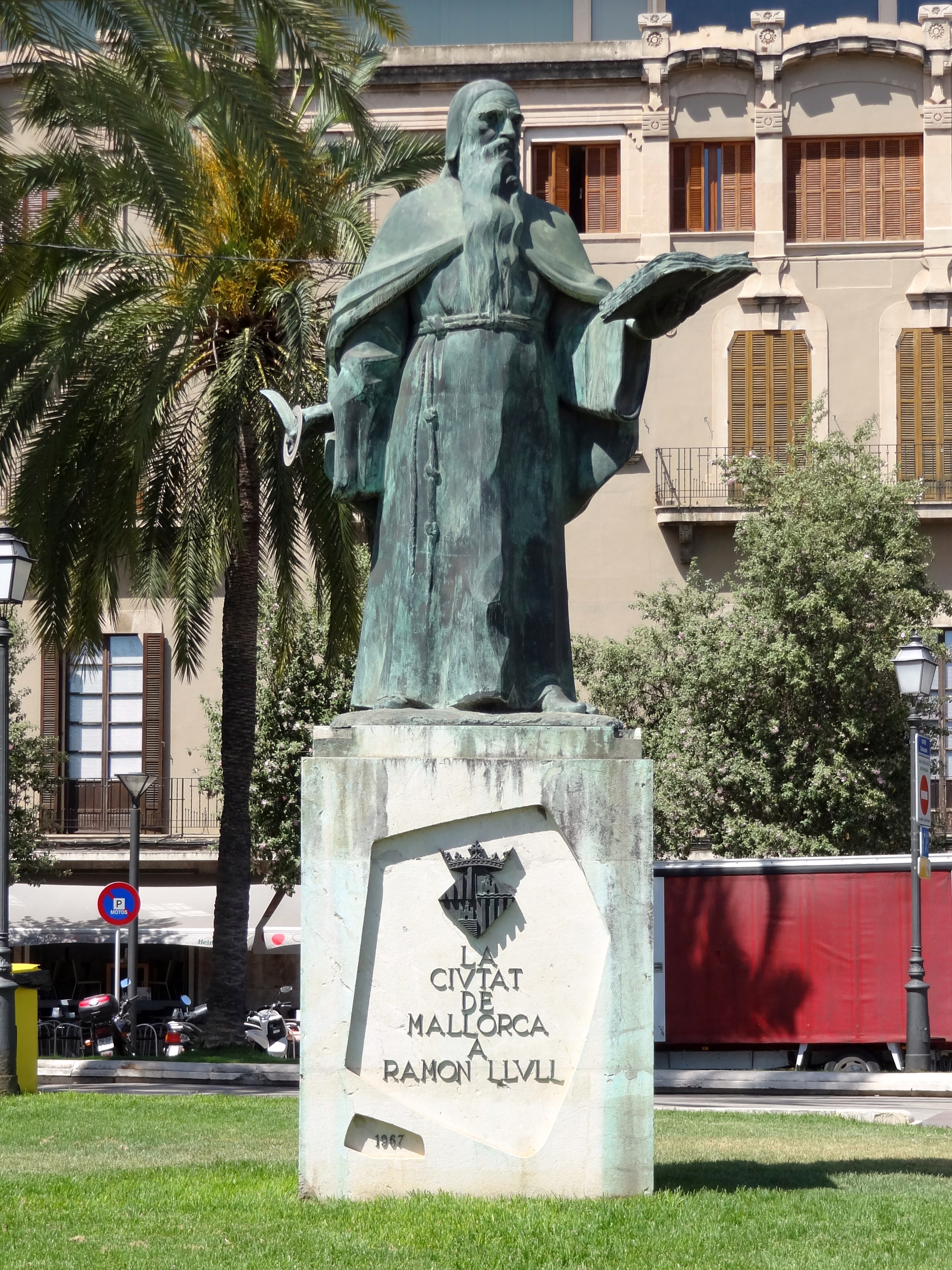
Estàtua de Ramon Llull a Palma
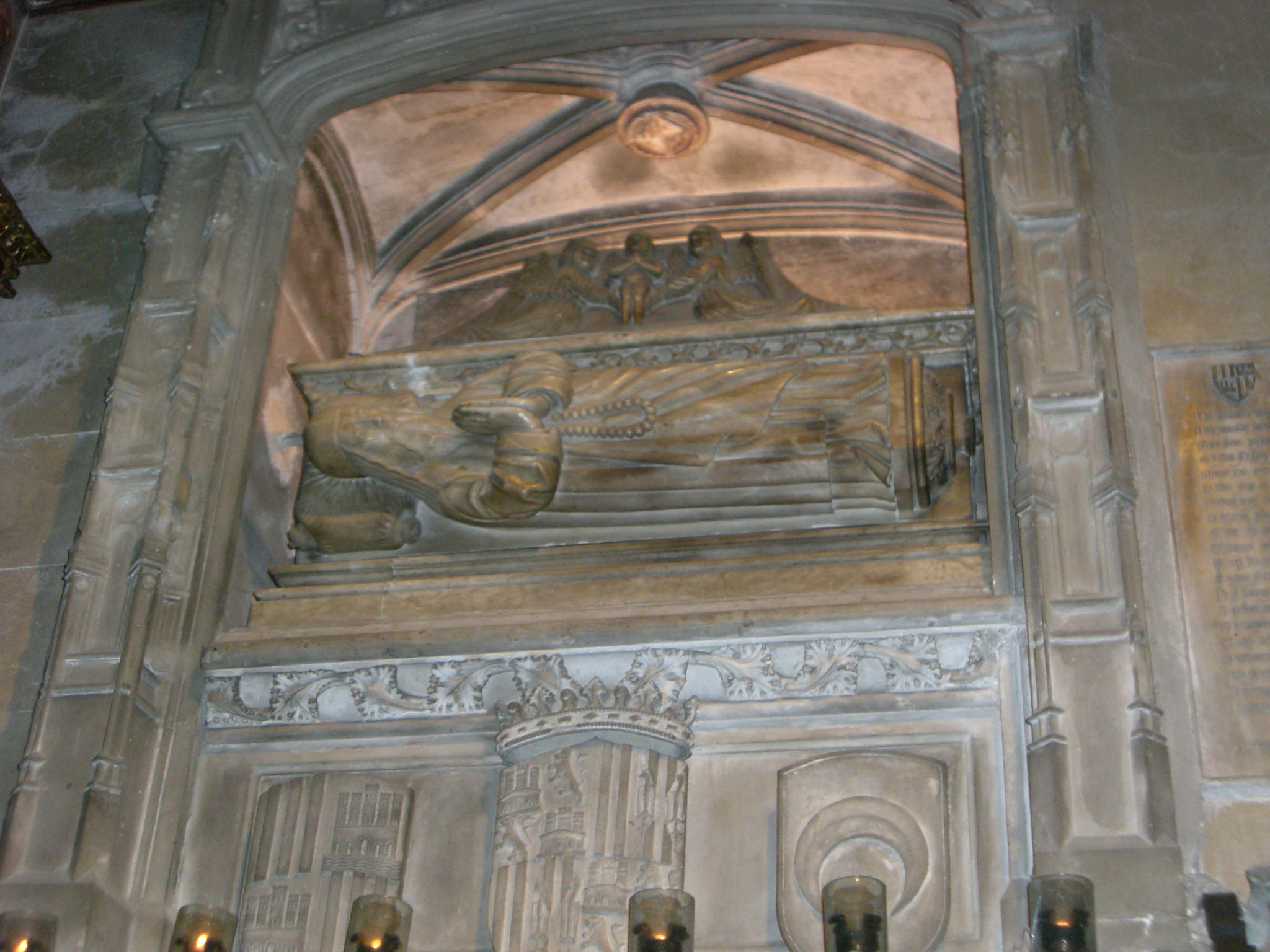
Sepulcre al convent de Sant Francesc de Mallorca

### Lul·listes destacats
Categoria principal: Lul·listes
Generalment, els seguidors o estudiosos de Ramon Llull s'anomenen lul·listes. Entre aquest grup es poden destacar diverses personalitats de l'edat mitjana com els religiosos Bernat Boïl, Pere Daguí o l'escriptor Arnau Descós. Thomas Le Myésier, va ser un metge deixeble de Ramon Llull a la Universitat de París, amb qui va cartejar-se durant anys, i va publicar diverses obres sobre la seva biografia.
En un grup d'estudiosos contemporanis se situen el traductor Anthony Bonner, el religiós i historiador Josep Perarnau o els filòsofs Amador Vega i Pere Villalba i Varneda. Una de les més recents obres sobre l'autor, centrada en el seu llenguatge vernacular, ha estat escrita per Lola Badia, Joan Santanach i Albert Soler.

### Iconografia[89]
Obresː
- Sepulcre de Ramon Llull al convent de Sant Francesc de Palma. segle xv. Estàtua jacent i representació de les set arts liberals
- Pintura a l'oli atribuïda a Miquel Bestard, segle xvii. Museu d'Art Sacre de Mallorca
- Ramon Llull, pintura de Francesc Ribalta, c. 1620 Museu Nacional d'Art de Catalunya
- Escultura de marbre, obra de Giovanni Dupré, procedent de la Capella des Pont, Miramar, 1881, Museu d'Art Sacre de Mallorca
- Monument a Ramon Llull, obra d'Horacio de Eguía, 1966–1967, Palma

### En la ficció
En l'obra de Paul Auster La invasió de la Solitud es menciona a Ramon Llull com un dels pioners de la nemotècnica. També és un personatge principal de la novel·la infantil The Box of Delights de John Masefield i se l'esmenta a la novel·la 2666 de l'escriptor xilè Roberto Bolaño i a la novel·la Adam Buenosayres de Leopoldo Marechal. En la novel·la The Commodore de Patrick O'Brian un personatge parla del català com «un idioma més refinat i musical [que el castellà] amb molt millors escriptors, com ara Ramon Llull».
També a l'obra Rosa Alchemica de W. B. Yeats se'l menciona com un gran alquimista així com a Viatge al centre de la Terra de Jules Verne on se l'esmenta juntament amb Avicenna, Roger Bacon i Paracels com «els únics erudits autèntics de la seva època».
En la novel·la de 2003 La locura de Dios de Juan Miguel Aguilera, Ramon Llull acompanya un grup d'almogàvers a Orient a la recerca del mític regne del Preste Joan. El 2009 es va publicar el còmic d'Eduard Torrents Ramon Llull, la controvèrsia jueva, on un jove Ramon Llull investiga un crim a la Barcelona de 1263.
L'any 2008 es va estrenar el documental Phantasticus. El cant de Ramon dirigit per Cesc Mulet, sobre la vida, l'obra i la influència de Ramon Llull. També el 2015 es va estrenar una sèrie documental de sis capítols sobre la seva biografia, produïda per IB3 Televisió i presentada per Joan Miquel Artigues.
El 2018 es va estrenar l'òpera Llull, amb llibret de Jaume Cabré i música de Francesc Cassú,